# Bataille de Khalkhin Gol
Vous lisez un « article de qualité » labellisé en 2014.
Pour les articles homonymes, voir Guerre soviéto-japonaise.
Guerre soviéto-japonaise / Guerre sino-japonaise
Batailles
Seconde Guerre mondiale : batailles de la Guerre sino-japonaise
- Incident du pont Marco-Polo
- Shanghai
- Taiyuan
- Xinkou
- Pingxingguan
- Taierzhuang
- Xuzhou
- Nankin
  - bataille
  - massacre
- lac Khassan
- Wuhan
- Nanchang
- Khalkhin Gol
- Suixian-Zaoyang
- Changsha (1re)
- Guangxi
- Henan
- Zaoyang-Yichang
- Cent Régiments
- Shanggao
- Sud-Shanxi
- Changsha (2e)
- Pacification du Mandchoukouo
- Changsha (3e)
- Hubei
- Changde
- Ichi-Go
- Changsha (4e)
- Guilin-Liuzhou
- Reconquête chinoise

Guerre du Pacifique
Front d'Europe de l'ouest
Front d'Europe de l'est
Campagnes d'Afrique, du Moyen-Orient et de Méditerranée
Bataille de l'Atlantique
Théâtre américain
La bataille de Khalkhin Gol (mongol : Халхын гол), quelquefois orthographiée Halhin Gol ou Khalkhyn Gol, aussi appelée incident de Nomonhan (ノモンハン事件, Nomonhan jiken) par les Japonais, est un incident de frontière en Mongolie qui dégénéra en deux batailles opposant l'Union soviétique à l'empire du Japon du 11 mai au 16 septembre 1939.
Au départ un simple accrochage entre troupes frontalières dans l'actuelle province mongole de Dornod, l'incident prend bientôt l'allure d'une guerre non déclarée entre les deux pays. Cette guerre se déroule sur trois périodes bien définies. La première, en mai, voit s'affronter des forces limitées de part et d'autre et se termine par une défaite japonaise. La deuxième est une offensive japonaise en juillet, qui se termine par un échec. Enfin, une offensive soviétique en août permet la reprise de toute la zone contestée et frappe durement l'armée japonaise du Guandong.
L'issue défavorable de ces affrontements a une influence déterminante sur la stratégie japonaise puisqu'elle incite le quartier général impérial, en désavouant les partisans d'une attaque vers le nord, à repousser les limites de l'empire plutôt vers les îles du Pacifique et l'Asie du Sud-Est.
Cet engagement est aussi la première victoire du général soviétique Gueorgui Konstantinovitch Joukov, dont les faits d'armes seront célèbres au cours de la Grande Guerre patriotique (1941-1945).

## Contexte
La bataille de Khalkhin Gol est le produit du double expansionnisme de la Russie impériale et de l'empire du Japon, qui, depuis le XIXe siècle, se disputent le contrôle de l'Extrême-Orient.
La Russie a annexé l'est de la Mandchourie (« Mandchourie extérieure ») en 1858-1860, l'île de Sakhaline en 1855, a occupé la péninsule du Liaodong et Port-Arthur (sud de la Mandchourie chinoise, ou « Mandchourie intérieure ») en 1897 ; elle a occupé militairement la Mandchourie intérieure en 1900 et a fini d'y mettre en place en 1903 le chemin de fer de l’Est chinois, extension du transsibérien, qui traverse le territoire du nord au sud.
Le Japon, quant à lui, a pris les îles Kouriles entre 1855 et 1875, la péninsule du Liaodong et de Port-Arthur une première fois en 1895 et une seconde fois en 1905, puis s'est emparé de toute la Mandchourie chinoise en 1931.
Ces deux poussées contraires n'ont cessé de provoquer des tensions politiques et militaires entre les deux pays au cours de toute la période.

### Oppositions de deux empires

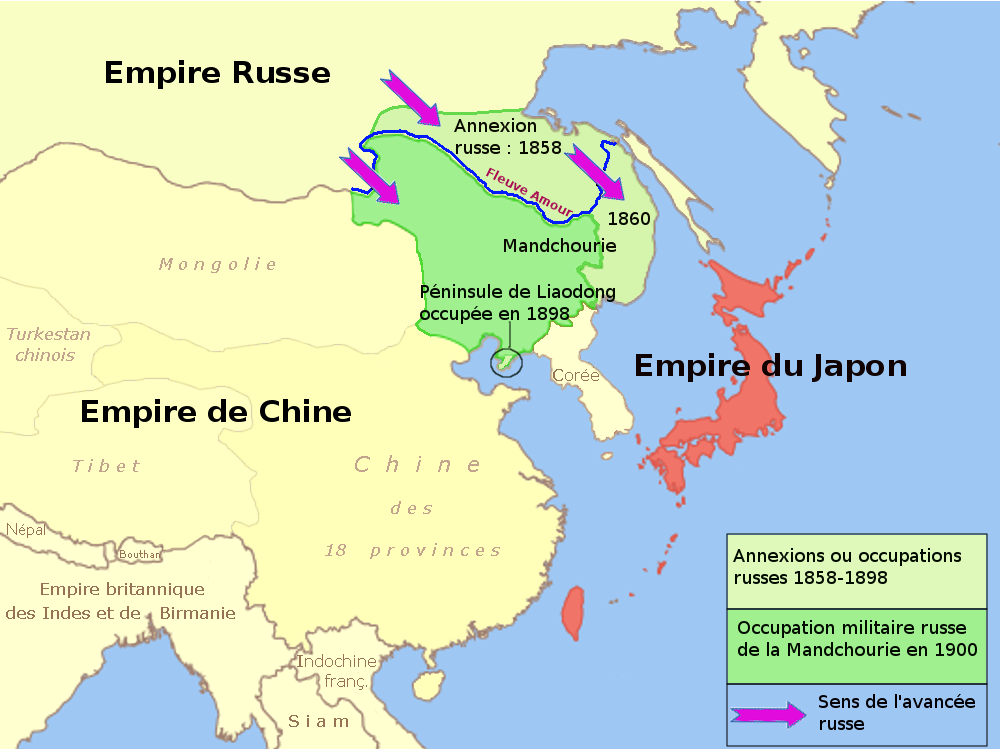
La prise de contrôle russe de la Mandchourie entre 1858 et 1900, cause de la guerre russo-japonaise de 1904-1905.

À compter du milieu du XIXe siècle, l'affaiblissement de la Chine des Qing devient patent. Les ambitions se développent à l'encontre de son territoire.
Les Britanniques mènent les guerres de l'opium et s'emparent de Hong Kong dès 1842. Les Français prennent également des gages, comme lors de la seconde guerre de l'opium de 1856-1860 ou lors de la guerre franco-chinoise de 1881-1885.
Les Russes s'emparent de la Mandchourie extérieure (nord du fleuve Amour et est de la rivière Oussouri) d'abord par le traité d'Aigun (1858), puis par la convention de Pékin (1860). Khabarovsk et Vladivostok y sont construits.
Les Japonais, à leur tour, veulent s'emparer de territoires chinois. Lors de la guerre sino-japonaise de 1894-1895 (traité de Shimonoseki), ils prennent Taïwan ainsi que la presqu'île du Liaodong (qui comprend Port-Arthur), territoire chinois du sud de la Mandchourie.

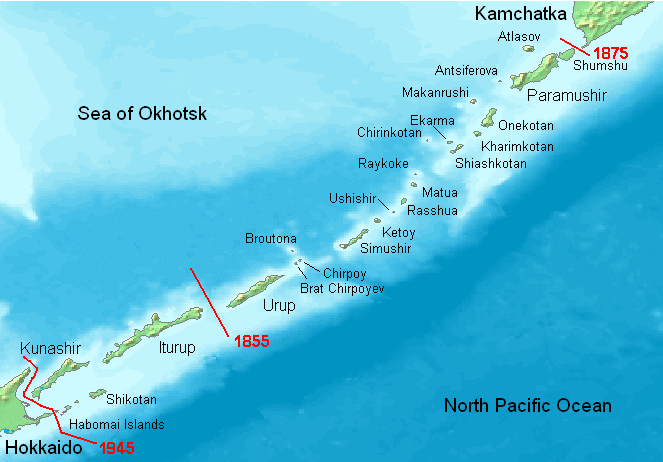
Carte du nord du Japon montrant les évolutions de frontière avec l'empire russe

Les ambitions japonaises et russes en Mandchourie et dans les îles avoisinantes finissent par se heurter.
À l'origine, les deux puissances négocient. Par le traité de Shimoda (1855) puis par celui de Saint-Pétersbourg (1875), la Russie obtient le contrôle de Sakhaline et le Japon celui des îles Kouriles.
La prise du Liaodong par le Japon en 1895 tend cependant la situation, les deux empires se trouvant désormais concurrents pour le contrôle de la Mandchourie chinoise et de la Corée, État indépendant mais déliquescent,.
La Russie, alliée à la France et à l'Allemagne, déclenche alors la Triple intervention de 1895, qui oblige le Japon à restituer la péninsule du Liaodong et Port-Arthur à la Chine. Début 1898, toutefois, la Russie impériale se fait concéder Port-Arthur par la Chine. Le Japon se sent humilié et est frustré dans sa volonté d'expansion vers la Corée et la Mandchourie. À partir de 1900, en réponse au soulèvement des boxers et pour sécuriser le chemin de fer de l’Est chinois, la Russie prend même le contrôle militaire de la Mandchourie. En 1903, elle achève de mettre en service ce chemin de fer qui, connecté au transsibérien, traverse la Mandchourie du nord au sud jusqu'à Port-Arthur, et renforce ainsi encore son influence sur la Mandchourie chinoise, devenue de fait un protectorat russe.
En 1904-1905, le Japon prend sa revanche lors de la guerre russo-japonaise. La Mandchourie est envahie par les troupes nippones. Le Japon écrase alors les troupes russes, qu'il chasse de Mandchourie, s'empare de la péninsule du Liaodong, de Port-Arthur et du sud de l'île russe de Sakhaline. Après le traité de Portsmouth, les troupes russes et japonaises se retirent de Mandchourie, qui repasse sous contrôle chinois. Cependant, les deux parties restent intéressées par la région. À sa périphérie, la Corée devient partie intégrante de l'empire du Japon entre 1905 et 1910.
Profitant de la guerre civile russe de 1918-1921, le Japon pousse encore son avantage et déploie des troupes de Vladivostok à la Sibérie orientale, en suivant le transsibérien. Après la victoire des bolcheviks, l'armée impériale se retire en 1922 avec réticence.
Les années 1920 voient une accalmie de la poussée japonaise. Cependant, à la fin des années 1920, de nombreux hommes politiques japonais estiment que le Japon, trop pauvre en matières premières et en production agricole et soumis à une forte croissance démographique (800 000 habitants de plus chaque année pendant les années 1920), doit reprendre son expansion.

### Le Mandchoukouo et la montée des tensions

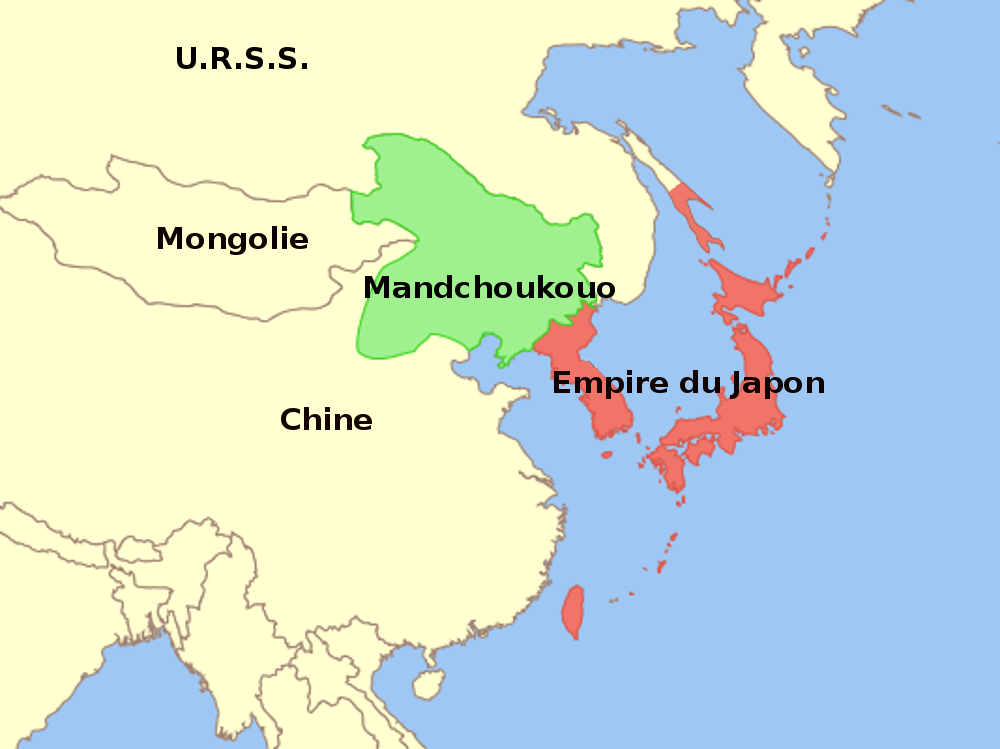
Carte de la République populaire de Mongolie et du Mandchoukouo en 1939.

En 1931, l'expansion japonaise reprend lors de l'incident de Mukden. Provoqué par l'armée du Kwantung, il lui permet de s'emparer de toute la Mandchourie, sans opposition directe de la Russie, désormais soviétique. Début 1932, un protectorat formellement indépendant mais totalement inféodé au Japon Showa est créé : l'État du Mandchoukouo.
Toutefois, cette victoire ne suffit pas aux nationalistes japonais, dont certains visent désormais l'Extrême-Orient soviétique. C'est la mouvance dite « Groupe d'attaque vers le nord », ou Hokushin-ron. Une autre faction militaire, dite Kōdōha, particulièrement radicale, considère, elle, que le Japon doit détruire le communisme, ce qui l'amène à des conclusions compatibles avec celles du « Groupe d'attaque vers le nord ».
Cette vision n'est cependant pas partagée par tous les militaires, une autre faction, soutenue par l'empereur Hiro-Hito, étant plus tournée vers une action sur les îles du Pacifique.
La majeure partie des officiers de la faction dite du « Groupe d'attaque vers le nord » est regroupée au sein de l'armée du Kwantung, stationnée en Mandchourie, et va multiplier les initiatives pour provoquer les Soviétiques de façon à déclencher un conflit ouvert contre une nation qu'ils considèrent comme faible et vulnérable, pour ensuite s'emparer de la Sibérie, au moins jusqu'au lac Baïkal.
Consciente de cette menace, « la Russie craint de voir la Sibérie lui échapper au profit du Japon » et dès le début des années 1930 « le Japon devient l'ennemi numéro 1 ».
Dès la fin de 1931, les forces japonaises et soviétiques se font face le long d'une frontière de 5 000 km de long. Staline propose alors aux Japonais un pacte de non-agression pour sécuriser la zone, pacte refusé par le Japon, qui considère que l'Asie orientale est sa zone naturelle d'expansion. « Presque immédiatement, les deux parties enregistrent les premiers incidents de frontière ».
Le Mandchoukouo va servir de base à l'armée du Kwantung pour des tentatives d’expansion impériale vers l'ouest (déclenchement de la guerre contre la Chine en 1937), vers l'est (bataille du lac Khassan contre les Soviétiques en juillet 1938), et enfin vers le nord et la Mongolie (occupation de deux îlots sur le fleuve Amour en 1937 et bataille de Khalkhin Gol en 1939).
Preuve de l’intérêt précoce de l'armée du Kwantung pour la Mongolie, le général Shigeru Honjō, alors à sa tête, déclare dès le 4 octobre 1931 sa volonté « de créer une sphère de coexistence harmonieuse [...] pour les 30 millions de personnes qui habitent en Mandchourie et en Mongolie ». En février 1932, le futur empereur Puyi est pressenti pour devenir « président de la République de Mandchourie et de Mongolie ». L'absence de reconnaissance internationale à l'indépendance de la République populaire de Mongolie, qui est un protectorat soviétique, ouvre tous les espoirs d'expansion aux Japonais.
Le Japon devient le premier objet d'inquiétude du régime soviétique, et « l'invasion de la Mandchourie conduit à une modification importante du 1er plan quinquennal en faveur de la production d'armement. Le 13 juin 1932, le Comité de défense […] décide de renforcer le potentiel militaire en Sibérie […]. À la fin de l'année, on signale les premiers transports de troupes vers l'Extrême-Orient et la construction de fortifications, le tout sous l'égide d'une nouvelle armée d'Extrême-Orient confiée au maréchal Blücher ». De Tokyo, l'ambassadeur soviétique Troyanovsky alerte Moscou sur le général Sadao Araki, ministre de la Guerre de décembre 1931 à janvier 1934, car il pense que lui « et son groupe poussent à la guerre contre l'URSS ». De fait, l'insistance de Sadao Araki en faveur d'une guerre préventive contre l'URSS justifie cette inquiétude.
À son tour, le Japon impérial s'alarme du renforcement soviétique et élabore des plans de guerre préventive, dès 1932.

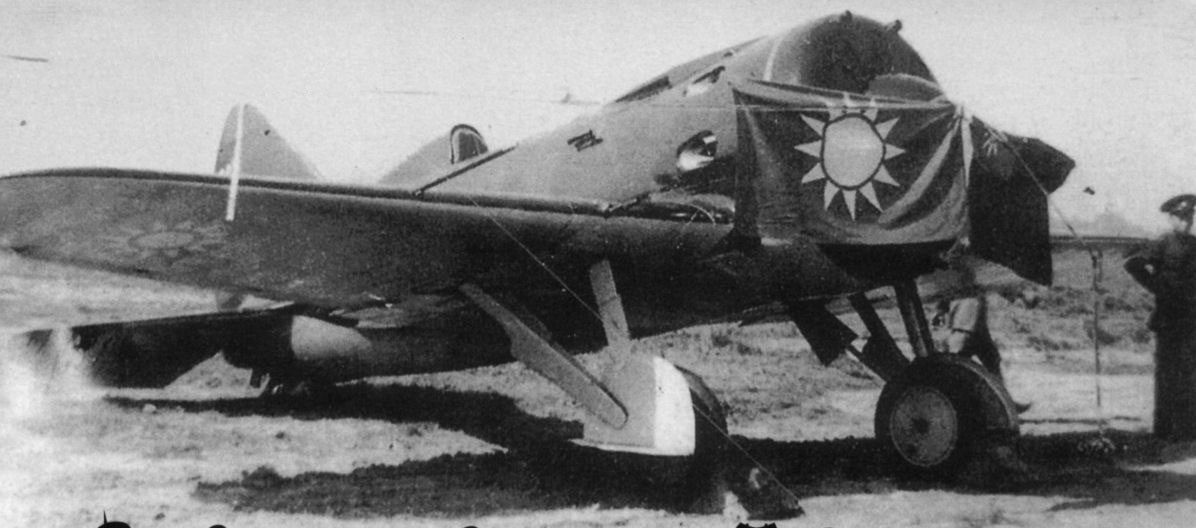
Polikarpov I-16 avec les cocardes chinoises.

Le déclenchement de la guerre contre la Chine en 1937 aurait dû réduire les tensions, le Japon étant maintenant concentré sur une expansion vers l'Ouest, mais il n'en est rien. Les Soviétiques interviennent dans la guerre en soutenant la Chine nationaliste, une politique assez constante depuis les années 1920. En août 1937, ils envoient des avions de combat Polikarpov I-15 et Polikarpov I-16 avec quelque 200 pilotes « volontaires » et des équipes techniques au sol,. Via la Mongolie, des armes sont envoyées aux troupes de Tchang Kaï-chek. La tension grandit donc entre les parties.
De son côté, l'armée du Kwantung constate l'effet des terribles purges que connait l'Armée rouge en 1937-1938, et en déduit que celle-ci n'est plus un adversaire sérieux.
Chaque adversaire tentant de se renforcer, « les forces soviétiques en Extrême-Orient passent de 100 000 hommes en 1931 à 531 000 en 1939, celles de l'armée du Kwantung de 65 000 à 270 000. […] La totalité de l'Extrême-Orient soviétique donne l'impression d'être un camp retranché » .
La situation est rendue difficile à contrôler par la structure décisionnelle très particulière de l'empire du Japon : le gouvernement civil n'a qu'un pouvoir limité et doit compter avec l'empereur, la Marine impériale japonaise et l'armée japonaise, chacune de ces deux structures militaires bénéficiant d'une assez large autonomie décisionnelle. C'est ainsi sur une initiative locale de l'armée du Kwantung qu'a été lancée l'invasion japonaise de la Mandchourie en 1931. Dans le cas spécifique des combats de l'été 1939, l'escalade découle également de « l'autonomisation de l'armée japonaise du Kwantung […] le commandement de l'Armée du Kwantung se considéra[nt …] comme seul responsable de la sécurité des intérêts japonais en Mandchourie ».
Les possibilités de la diplomatie sont donc limitées non seulement par les puissantes pulsions nationalistes qui traversent le gouvernement japonais, mais aussi par le pouvoir restreint dont celui-ci dispose sur ses militaires.
En 1938, la tension est à son comble. Elle éclate une première fois à grande échelle en juillet 1938 avec la bataille du lac Khassan.

### La trahison de Liouchkov et la bataille du lac Khassan (juin-août 1938)

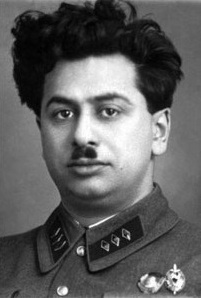
Henrick Samoilovitch Liouchkov

Le 13 juin 1938, fuyant les Grandes Purges militaires de 1937-1938, le chef du NKVD en Extrême-Orient Henrick Liouchkov déserte et rejoint les rangs de l'armée japonaise. Il livre à cette occasion les détails du dispositif de défense soviétique dans la région, et évoque les sentiments anti-staliniens au sein d'une partie de l'Armée rouge.
Forte de ces précieux renseignements, l'armée japonaise de Mandchourie passe à l'attaque (de nouveau de sa propre initiative) en juillet-août dans la région du lac Khassan (aussi appelé lac Khanka) au sud de Vladivostok, près de la frontière coréenne.
La bataille du lac Khassan est un échec formel pour les Japonais. Les Soviétiques s'étant fortement engagés, la bataille « voit s'affronter 23 000 soldats rouges du 39e corps […] et 7 000 Japonais. Après deux semaines de combats violents qui causent 1 500 pertes japonaises et le double côté soviétique, Tokyo ordonne le retrait de ses troupes de la parcelle de territoire contestée ». Toutefois, en réalité, la prestation militaire soviétique a été médiocre. . Furieux, Staline fait exécuter le maréchal Blücher et son état-major.
Les Japonais, qui ont décrypté le code soviétique, savent tout des résultats de la bataille et de l'exécution de l'état-major ennemi. « Leur certitude que l'armée soviétique est hors d'état d'agir s'en trouve renforcée »,,. Cependant, les purges ont été proportionnellement moins importantes dans les forces soviétiques d'Extrême-Orient (même en prenant en compte l'exécution de Blücher) que dans celles stationnées plus à l'ouest.
Encouragés, les Japonais vont tenter l'année suivante un coup de main encore plus gros. L'objectif va être de détacher la Mongolie de l'orbite soviétique et d'en faire un allié ou un satellite de Tokyo,, coupant ainsi une des voies de ravitaillement soviétique d'une Chine nationaliste en lutte contre le Japon.

### Oppositions des doctrines militaires
La bataille de Khalkhin Gol a été la rencontre (et en partie la conséquence) de deux visions stratégiques très éloignées.
Du côté japonais, la vision de l'art militaire reste assez proche de l'idéal du XIXe siècle : la stratégie vise à définir le lieu et le moment d'une bataille décisive, laquelle détruira le corps de bataille de l'adversaire, et mettra fin à la guerre dans un délai relativement court.
Ainsi « la partie de poker entamée par l'armée du Kwantung [s'appuie sur des][…] paris doctrinaux […] dans le contexte d'une confrontation avec les troupes soviétiques ». Ces paris datent des années 1920. Comme la Marine impériale japonaise consommait une grosse partie du budget militaire de la puissance industrielle alors moyenne qu'était le Japon, « l'armée japonaise dut […] se rendre à l'évidence : jamais elle ne pourrait disposer des moyens matériels nécessaires pour assumer une position offensive classique », en particulier un nombre suffisant de blindés. L'état-major japonais comprit rapidement que le Japon n'avait pas les moyens industriels d'une longue guerre d'attrition. Le refus de renoncer à une politique agressive d'expansion territoriale menait donc à une contradiction stratégique entre l'objectif et les moyens. « L'armée japonaise tenta de sortir de cette contradiction par une évolution doctrinale […]. Elle fit de la guerre courte culminant en une bataille décisive la clé de voûte de son système.[…] Par une combinaison de surprise, de chocs et de mouvements, [les forces japonaises] devaient […] obtenir une bataille d'encerclement où serait détruit le cœur de l'armée adverse. Cette défaite devant, alors, conduire l'adversaire à demander la paix ». Sur le plan tactique, cette doctrine se traduisit par une insistance extrême sur l'agressivité, la mobilité, l'initiative, l'attaque de nuit, l'encerclement, couplés avec un entraînement particulièrement poussé et une capacité de sacrifice élevée. « En d'autres termes, l'armée japonaise tenta de compenser un déficit en moyens par la qualité des hommes et une doctrine adaptée, destinée à maximiser les points forts du fantassin ». À compter des années 1930, ce pari doctrinal devient l'affirmation de la supériorité intrinsèque de l'esprit militaire traditionnel japonais sur le matériel moderne, sous l'effet de factions militaires comme la Kōdōha, réticentes à l’industrialisation.
Du côté soviétique, la vision de la stratégie a été radicalement repensée dès les années 1920 par des théoriciens comme Alexander Svetchine, Gueorgui Isserson, Mikhaïl Toukhatchevski ou Vladimir Triandafillov. En contestant la notion de bataille décisive au profit d'une guerre industrielle longue et d'opérations en profondeur visant à déstructurer l'adversaire, perçu d'abord comme un système dont la valeur combattante est liée à sa capacité d'organisation, l'accent n'est plus mis sur l'encerclement et la destruction du corps de bataille adverse, mais sur sa désorganisation. L'art opératif soviétique favorise donc des notions comme la logistique, la percée puis l'exploitation de la percée dans une perspective à long terme. Proche dans la seconde moitié des années 1930 d'Isserson, Gueorgui Joukov connaît parfaitement cette doctrine, et sa minutieuse préparation logistique de la bataille en porte la marque. Face à des Japonais jouant tout sur une victoire éclair, le planificateur soviétique privilégie la durée (grâce à la logistique) et la puissance de feu (artillerie et blindés). Son corps de bataille est en termes d'entraînement et d'encadrement nettement moins compétent que les troupes japonaises, particulièrement après les grandes purges qui ont décapité le corps des officiers l'année précédente. Il doit donc compenser cette faiblesse par une maîtrise stratégique et logistique supérieure, ainsi que par une nette supériorité en armes mécanisées.
La préparation des phases 2 et 3 (juillet et août) de la bataille montre bien la différence de doctrine. Sur le papier, les Japonais ont un fort avantage logistique. La frontière mandchoue est proche de leurs chemins de fer (le terminus ferré de Arshaan est à quelques dizaines de kilomètres de la zone des combats) et des bases industrielles de Mandchourie. À l'inverse, les Soviétiques sont dans une situation logistique très défavorable, loin de leurs bases industrielles, à 700 km du chemin de fer le plus proche (Oulan-Bator) ou même de toute route carrossable. Pourtant, « alors même que leur base n'est qu'à 50 km de Khalkhin-Gol », les Japonais « n'emportent que peu de carburants et de munitions […] parce qu'ils sont sûrs de vaincre vite ». À l'inverse, « Joukov se prépare à un affrontement de trois, voire quatre mois », et met en place une logistique complexe et de très grande envergure. L'affrontement de Khalkhin Gol est donc le produit des choix politiques des deux parties (la volonté commune de contrôler la Mongolie), mais aussi des choix doctrinaux japonais, à savoir la croyance à la possibilité d'une guerre courte menée avec agressivité, sans soutien logistique à long terme.

## L’incident de mai
Entre le 11 et le 30 mai 1939, une première escarmouche voit s'affronter des troupes soviéto-mongoles et nippo-mandchoues.

### La question des frontières

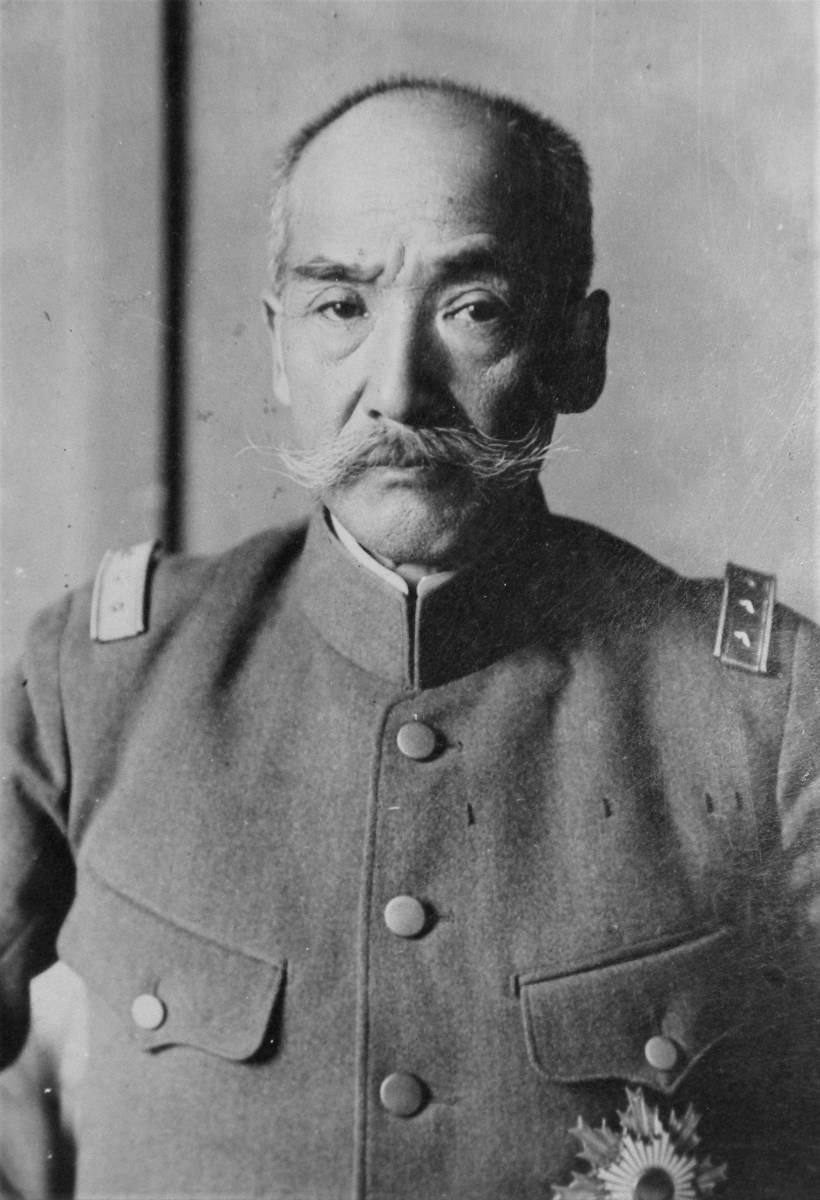
Le général Ueda Kenkichi, commandant de l'armée du Kwantung.

Depuis le début des années 1920, la Mongolie, une région périphérique de l'empire des Qing, a proclamé son indépendance, et est devenue un protectorat soviétique. Cette indépendance n'est pas reconnue par la Chine, (qui ne l'acceptera qu'après l'arrivée au pouvoir de Mao Zedong). Les frontières mongoles ne sont pas toujours bien délimitées, et la frontière commune entre la République populaire de Mongolie et le Mandchoukouo japonais expansionniste augmente les risques de conflits.
Compte tenu de la tension très forte entre les parties, « en avril 1939, le […] général Ueda Kenkichi, commandant de l'armée du Kwantung, soutenu par le ministre de la Guerre Seishirō Itagaki, ordonna une politique plus agressive à la frontière. Les incursions soviétiques ou mongoles en territoire contesté devaient être punies de façon décisive. Les commandants locaux devaient patrouiller agressivement, et même poursuivre les intrus à travers la frontière. Un détachement de troupes fut envoyé dans la région disputée de Nomonhan, entre la Mandchourie et la Mongolie, pour cartographier la zone ».
Dans cette région où les deux protectorats (soviétique et japonais) se touchent, la frontière acceptée par les deux parties suit sur sa partie sud la rivière Halha (en) (ou Khalkhin Gol, ou Halhin Gol), sauf à un saillant, au village de Nomonhan. Dans cette zone, les Japonais considèrent que la frontière continue à suivre le cours d'eau, alors que pour les Soviétiques et les Mongols, elle s'en éloigne sur une trentaine de kilomètres vers l'est, jusqu’à inclure le village de Nomonhan,.

### Le terrain

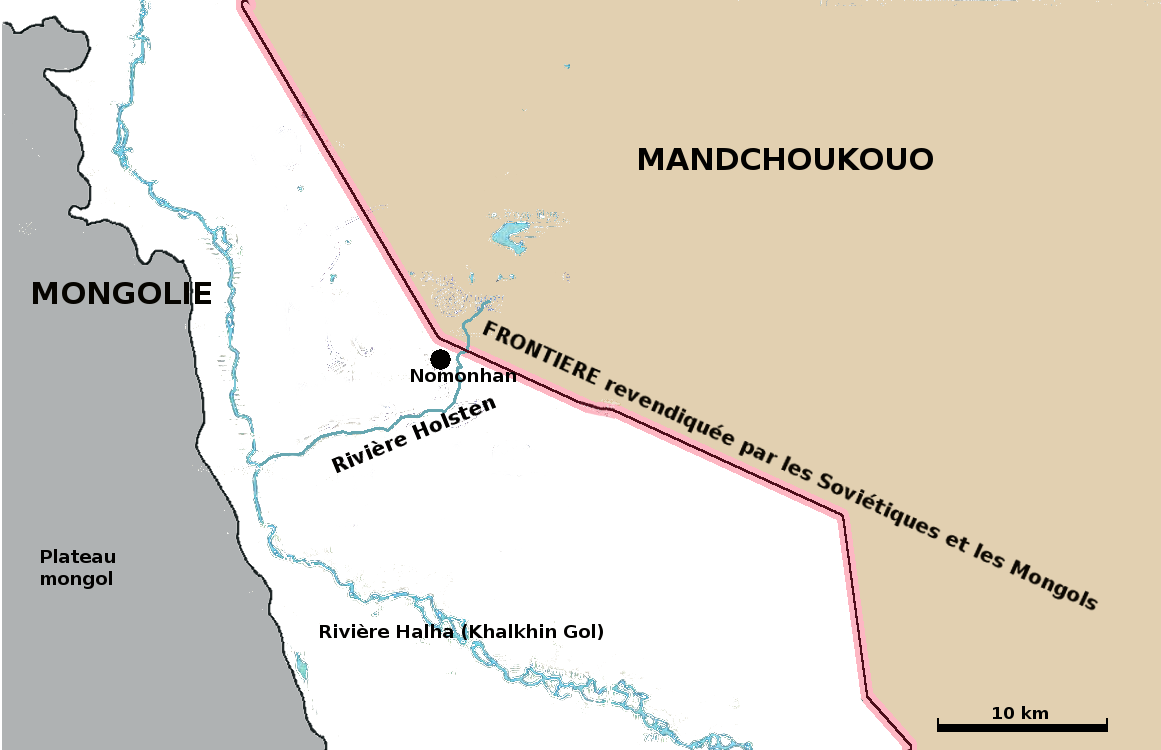
Carte schématique du terrain de l'affrontement de Khalkhin Gol en 1939. La zone revendiquée par les Japonais pour le Mandchoukouo est entre la frontière actuelle et la rivière.

La zone où se déroule le conflit est de type semi-désertique avec des dunes de sable et une maigre végétation. Zone de pâture pour les pasteurs nomades, elle est régulièrement disputée par les différents clans régionaux, et fait une quinzaine de kilomètres de large.
On peut distinguer trois espaces, qui vont structurer et orienter les affrontements.
La partie du terrain située à l'ouest de la rivière (en territoire mongol non contesté) est marquée par une forte déclivité aboutissant à un plateau dominant la vallée de 150 m environ. Son contrôle est donc important pour surveiller le terrain, mais aussi pour y placer de l'artillerie.
La partie centrale de la zone de conflit est la rivière elle-même (150 m de large) et sa vallée, marécageuse, d'environ 3 km de large. La rivière Halha (ou Khalkhyn Gol) coule du nord au sud, avant de tourner vers l'est dans le sud de la zone contestée.
Enfin, la partie est du futur champ de bataille va de la vallée au village de Nomonhan, plus à l'est. Elle constitue l'essentiel de la zone contestée. Elle est située en dessous du plateau mongol et est constituée de petites collines. Elle est coupée en deux parties (sud et nord) par un affluent de la Halha, la rivière Holsten (60 m de large), qui coule de l'est vers l'ouest avant de se jeter dans la Halha.
Le terrain ouest (le plateau mongol) et le terrain est (la zone entre la Halha et Nomonhan) se prêtent bien aux déplacements d'infanterie et de blindés, alors que la zone centrale, c'est-à-dire la vallée de la Halha, est rendue plus difficile à traverser par la rivière et les zones marécageuses.

### L'incident

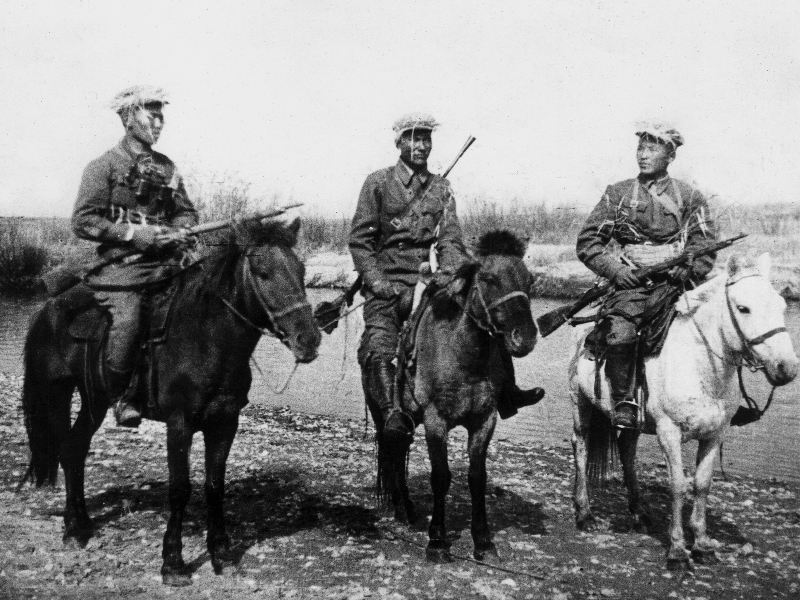
Cavalerie mongole à Khalkhin Gol (1939).

Lopez et Otkhmezuri indiquent que « l'affaire de Khalkhin-Gol commence par un minuscule incident. [Début mai], une bande de cavaliers mongols et une patrouille japonaise échangent des coups de feu près de la rivière Khalkhin-Gol – Halha pour les Japonais ». Alain Lothian fait une présentation légèrement différente, et indique que des cavaliers mongols de la tribu Tsirit, comprenant entre 70 et 90 cavaliers, à la recherche de pâturages, sont attaqués le 11 mai 1939 par des centaines de cavaliers de la tribu des Bargut dirigés par les Japonais,. 
Deux jours plus tard (le 13 mai), les Bargut reviennent en force dans la zone qu'ils revendiquent, mais cette fois renforcés par 300 cavaliers japonais, menés par le lieutenant-colonel Yaozo Azuma, qui repousse les cavaliers Tsirit au-delà de la rivière en leur infligeant quelques pertes.

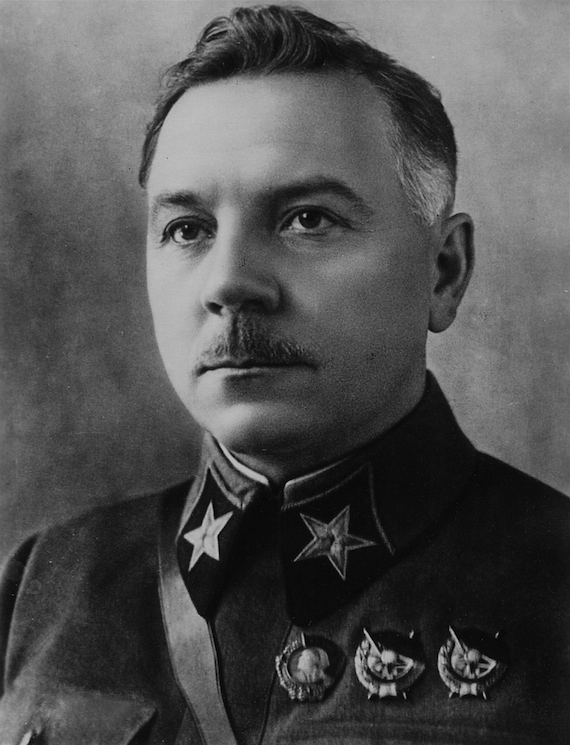
Le Commissaire à la défense Kliment Vorochilov

L'incident est mineur, mais, après les affrontements de 1937 et 1938 avec les Japonais, Staline est inquiet d’une poussée japonaise dans la région, qui menacerait le transsibérien, colonne vertébrale de l'Extrême-orient soviétique. « Depuis le 12 mars 1936 […], un pacte d'assistance militaire signé avec Oulan-Bator l'autorise à prendre en main la défense du pays ». Vorochilov, commissaire du peuple à la Défense, est donc chargé de répondre fermement à l'action japonaise.
Sur le terrain, c'est le Komdiv (commandant de division) Nikolai Vladimirovitch Feklenko qui dirige les Soviétiques du 57e corps spécial, sous les ordres du Komandarm (commandant d'armée) Grigori Stern, commandant du district de Transbaïkalie des forces d'extrême-orient.

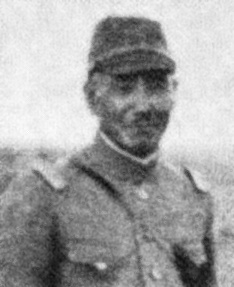
Le lieutenant-général Michitarō Komatsubara, commandant des forces japonaises.

Dans l'autre camp, c'est l'ancien attaché militaire japonais à Moscou, le général Komatsubara, commandant la 23e division japonaise, qui est chargé par l'état-major de l'armée du Kwantung de contrer les Soviétiques.

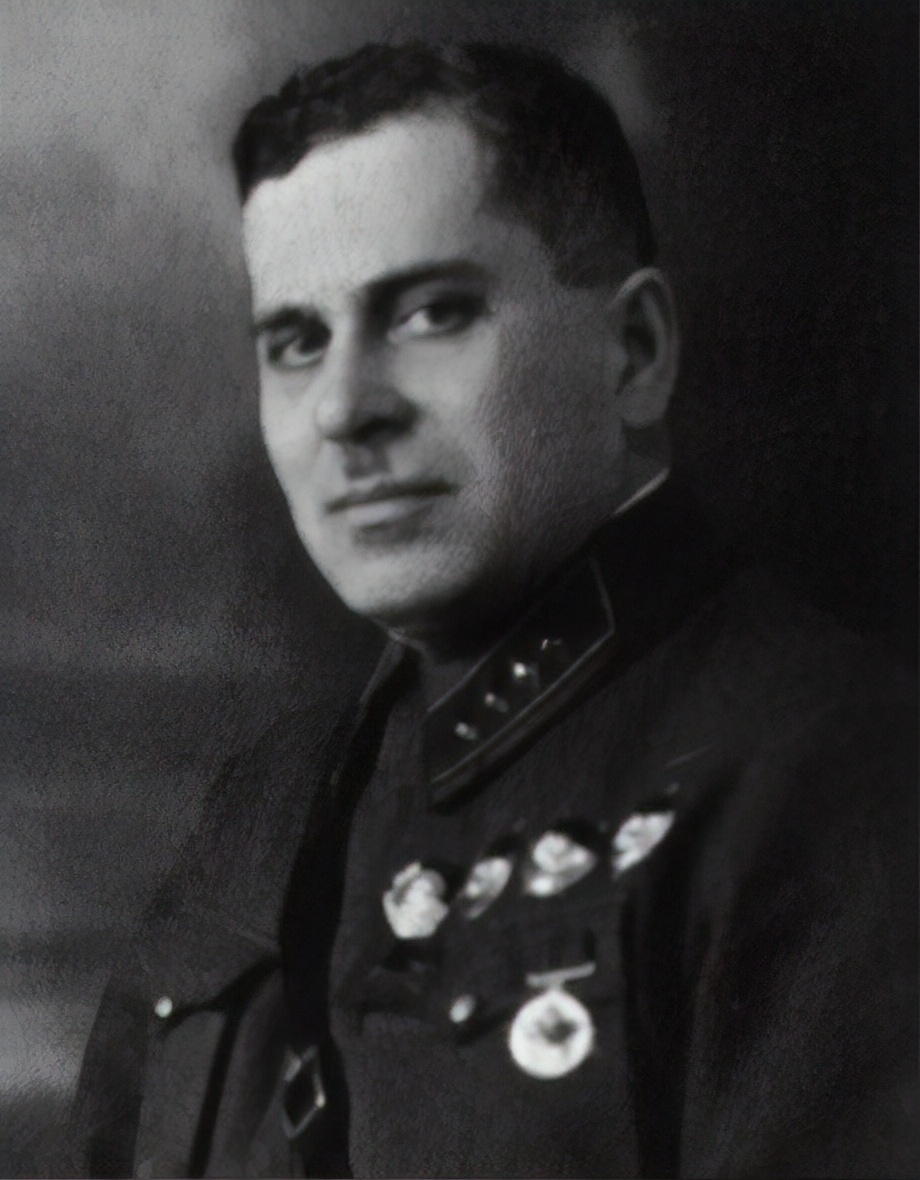
Grigori Stern, commandant de l'armée de transbaïkalie.

Le 15 mai, le gouvernement du Mandchoukouo (donc l'autorité japonaise) transmet une note de protestation au gouvernement mongol (donc de fait à l'autorité soviétique).
Ce jour-là, les Japonais envoient leur aviation bombarder un camp militaire, et font pénétrer un millier d'hommes sur 20 km en territoire mongol. C'est le début de l'escalade.
À ce stade, comme les forces soviéto-mongoles ont été repérées en plein territoire contesté, au nord de la Holsten et à l'est de la Halha, le plan japonais consiste à fixer ces forces par une attaque directe du bataillon Yamagata, tandis que la colonne conduite par Azuma doit passer derrière ces troupes, et prendre les ponts sur la Holsten (au sud des troupes soviéto-mongoles) et sur la Halha (à l'est), les coupant de leurs arrières, et permettant ainsi de les détruire. C'est la mise en œuvre de la doctrine militaire japonaise : encerclement et destruction.
Le 20 mai, les premiers affrontements dans les airs entre aviations japonaise et soviétique ont lieu au-dessus de la zone contestée.
Dans la nuit du 22 mai, le major Bykov, représentant local du 57e corps spécial soviétique commandé par Feklenko, fait une reconnaissance en vue de reprendre les ruines du village de Nomonhan, mais les Japonais lui tendent une embuscade, et il doit battre en retraite. Le 25 mai, Bykov recommence ; cette fois, il a 10 000 hommes et il arrive au bout de deux jours à reprendre le village.
Le 28 mai, les Japonais contre-attaquent sur le terrain contesté avec un bataillon placé sous les ordres du colonel Yamagata en plus des Bargut, et Bykov doit se retirer une nouvelle fois. « Confiants dans la supériorité de leurs troupes […], les commandants japonais négligèrent de prendre avec eux une partie de leurs armes d'appui, et en particulier les canons antichars ». L'objectif est de couper les arrières soviétiques,.
Le 149e régiment soviétique arrive alors en renfort. Affrontant des troupes motorisées et blindées soviétiques appuyées par l'artillerie, ce sont les Japonais qui sont terriblement défaits en deux jours,. L'infanterie et les chars attaquent en même temps le bataillon de Yamagata et encerclent la colonne d'Azuma. La force d'Azuma est taillée en pièces, perdant 63 % de son effectif, avec 8 officiers et 97 hommes tués et 33 blessés. Les pertes soviétiques auraient été de 138 tués et disparus et 198 blessés, auxquels s'ajoutent 33 Mongols tués.
Les forces japonaises survivantes se retirent, et les Soviétiques reviennent sur la rives ouest de la Halha. La zone contestée est de nouveau libre de troupes, permettant aux Japonais, le 30 mai, de venir récupérer les corps de leurs soldats.
Le mois de juin ne voit pas d'offensive généralisée, mais une série d'affrontements limités, doublés par des combats aériens, parfois assez violents. Ainsi, le 22 juin, ce sont deux cents appareils soviétiques et japonais qui s'affrontent au-dessus de la rivière. Le 27 juin, les Japonais se lancent dans l'escalade en frappant avec la 2e Hikodan (brigade aérienne) la base aérienne soviétique de Tamsak-Bulak, en Mongolie. Il ne s'agit plus là d'incidents de frontière, mais de frappes en profondeurs, qui laissent craindre une généralisation du conflit.

### Conséquences à court terme de l'incident de mai
L’incident de mai se termine par une défaite locale japonaise, que l'armée du Kwangtun n'entend pas accepter. Le degré de préparation des Soviétiques et la puissance de leur riposte ont surpris l'état-major japonais. Dans le courant de juin, l'armée du Kwantung décide une riposte de plus grande envergure afin de briser rapidement le corps de bataille soviétique et ne pas rester sur une défaite. La 23e division du général Komatsubara est renforcée par un régiment de la 7e division, par des unités d'artillerie de la réserve stratégique et par deux régiments de blindés. Des unités de chasse sont déployées, en particulier la 2e Hikodan (brigade aérienne), avec 128 chasseurs et bombardiers. Néanmoins, le commandement japonais persiste à sous-estimer nettement les forces de l'adversaire, croyant n'avoir à affronter à l'avenir qu'une à deux divisions d'infanterie, une ou deux brigades blindées et des unités mongoles d'appui.
Le gouvernement japonais n'intervient pas vraiment, car il laisse l'initiative à l'armée du Kwantung, qu'il se contente de soutenir de loin.
Côté soviétique, la gestion de la crise est immédiatement centralisée et prise très au sérieux. Staline est pris entre deux contraintes, toutes deux liées à la situation en Europe, où une attaque allemande contre la Pologne se profile, et où « Staline a acquis la certitude que la guerre mondiale approche vite ».
D'une part, Staline ne veut pas d'un conflit général avec les Japonais, conflit qui pourrait l'affaiblir face aux Allemands. Trente ans après les faits, le maréchal Zakharov (alors adjoint du chef d'état-major) rapporte une conversation dont il a été témoin au Kremlin, sans doute fin juin 1939 : un des militaires présents propose de ne pas respecter la frontière mandchoue, et de pénétrer en profondeur pour détruire le maximum de forces japonaises. Zakharov indique que Staline « a dit à peu près la chose suivante : « vous voulez déchaîner une guerre majeure en Mongolie ? L'ennemi, en réponse, jettera plus de forces contre nous ! […] Le conflit prendra un caractère prolongé […]. Il est nécessaire de briser le dos aux Japonais (mais seulement) sur la rivière ».
D'autre part, « la perspective d'un conflit à l'ouest impose à l'URSS de ne pas avoir à combattre à l'est. Une victoire spectaculaire et surtout rapide sur les Japonais renforcerait donc considérablement sa « main » dans les négociations parallèles à l'ouest, et balaierait définitivement le jugement porté depuis 1937 sur l’inefficacité de son armée ». Molotov rapporte que Staline a alors demandé d'avoir un commandant qui puisse nettement écraser les Japonais. Fin mai 1939,, Joseph Staline fait appel à un jeune officier encore inconnu, le Komdiv (commandant de division ; c'est une fonction et non un grade, ceux-ci n'ayant pas encore été réintroduits dans l'Armée rouge) Gueorgui Konstantinovitch Joukov. Révélateur de l'ambiance dans l'armée soviétique post-purge, Joukov craint au début que la convocation de Vorochilov qu'il vient de recevoir ne l'envoie devant le NKVD. L'ordre émis par le commissaire à la Défense Vorochilov le 24 mai 1939 lui donne deux missions : « étudier minutieusement les raisons du travail insatisfaisant du commandant et de l'état-major du 57e corps spécial » et « inspecter l'état de préparation au combat des unités du 57e corps spécial ». À ce stade, les combats ne sont pas terminés, et la victoire du 28-30 mai n'est pas acquise. Joukov n'est pas encore le commandant des forces soviétiques dans la zone de combat, mais juste le représentant de Vorochilov et de Staline, envoyé contrôler le 57e corps du Komdiv Feklenko.
Pendant son inspection, Joukov est lui-même contrôlé par un officier politique proche de Vorochilov, le komandarm (commandant d'armée) Koulik, « genre de contre-assurance […] courant dans le régime stalinien ». Dans ses mémoires, Joukov affirme que l'état-major du 57e corps spécial ne s'était pas rendu sur le front, à l'exception de son commissaire politique. Joukov s'y rend immédiatement, et assiste aux derniers combats des 28-30 mai, qui voient la victoire soviétique. Dès le 30 mai, Joukov fait un rapport mettant en cause la désorganisation des forces soviétiques. Confirmé par un rapport plus complet du 3 juin, Joukov pointe trois sujets : « une très mauvaise organisation tactique » ; le responsable local a été laissé « seul et sans liaison » par Feklenko ; « l'ignorance de la situation sur le champ de bataille par le commandement du corps » installé trop loin des lignes.
De son côté, le Komkor Chmuchkevitch, commandant adjoint de l'aviation soviétique, est envoyé en Mongolie le 29 mai « en compagnie de 48 pilotes et ingénieurs parmi les plus décorés du pays ». Son télégramme à Vorochilov indique également que le commandement du corps « a perdu pied », et conseille que Joukov soit laissé sur place.
Enfin, le 9 juin, les services de Beria envoient à Vorochilov, commissaire à la Défense, un rapport de Panine, chargé de la surveillance politique du 57e corps, qui met également en cause une désorganisation générale.
Le 12 juin, le komdiv Joukov est nommé au commandement du 57e corps spécial en remplacement de Feklenko. Dans les jours qui suivent, il réorganise les forces sur place avec le soutien de son Komandarm Grigori Stern, construit une logistique, mais les renforts n'arrivent que lentement : environ 2 300 hommes (dont 1 257 Mongols), soutenus par 24 pièces d'artillerie, 8 T-37, 5 HT-26, et 39 automitrailleuses. Joukov dispose donc fin juin surtout des forces déjà à la disposition de Feklenko : la 36e division d'infanterie motorisée, une division de cavalerie mongole, les 7e, 8e et 9e brigades mécanisées, la 11e brigade blindée et un régiment d'artillerie lourde. L'accent est rapidement mis sur une puissante logistique, très compliquée à mettre en œuvre eu égard aux 700 km entre le front et les voies ferrées, mais indispensable pour fournir les munitions et le carburant des unités lourdes (artillerie et blindés). Un deuxième échelon encore plus puissant est prévu, et va être effectivement déployé courant juillet. Toutefois, à fin juin, n'ayant pas les moyens de mener une offensive, Joukov est encore dans une perspective défensive, tout en préparant une offensive quand les conditions seront remplies.
Joukov porte aussi un grand intérêt au renseignement militaire. À ce titre, il étudie soigneusement le déploiement de Komatsubara, parfois en s'approchant personnellement des lignes ennemies. « Il fait procéder à un nombre impressionnant de vols d'observation et de reconnaissances terrestres ». Son adversaire, quant à lui n'y a guère recours, persuadé de « la supériorité tactique et morale de ses unités ».
Les différences dans les suites données à la bataille sont donc frappantes. Bien que vainqueurs, les Soviétiques ont analysé sans concession leurs faiblesses, et ont mis tout en œuvre pour les compenser, en termes d'organisation, de commandement, de logistique, de renseignement et avec un appui clair de Moscou.
Côté japonais, aucune analyse des raisons de l'échec n'est faite. Le renforcement de la logistique, du renseignement ou de l'appui des blindés n'est pas à la mesure de l'enjeu. Le soutien de Tokyo est lointain, l'armée du Kwantung décidant elle-même de la politique à mener.
L'attaque aérienne japonaise du 27 juin est un bon exemple de la structure diffuse de la chaîne du commandement japonais : la 2e Hikodan (brigade aérienne) attaque la base aérienne soviétique de Tamsak-Bulak, en Mongolie. Les Japonais remportent cet engagement, mais la frappe est décidée par l'armée du Kwantung sans la permission de l'Armée impériale japonaise. Dans un effort pour empêcher l'incident de dégénérer, Tokyo ordonne rapidement aux forces locales de ne pas procéder à des frappes aériennes contre d'autres bases aériennes soviétiques. Cependant, si Tokyo ne veut pas, au moins à ce stade, d'une guerre généralisée, rien n'est fait pour stabiliser la situation sur la frontière. L'armée du Kwantung conserve son autonomie décisionnelle.
À la fin du mois de juin, le commandant local de l'armée du Kwantung, le lieutenant-général Michitarō Komatsubara, reçoit l'ordre de repousser l'« envahisseur » de la zone revendiquée par le Mandchoukouo. L'attaque doit débuter le 2 juillet et s'achever avant les pluies d'automne.

## L'offensive japonaise du début juillet

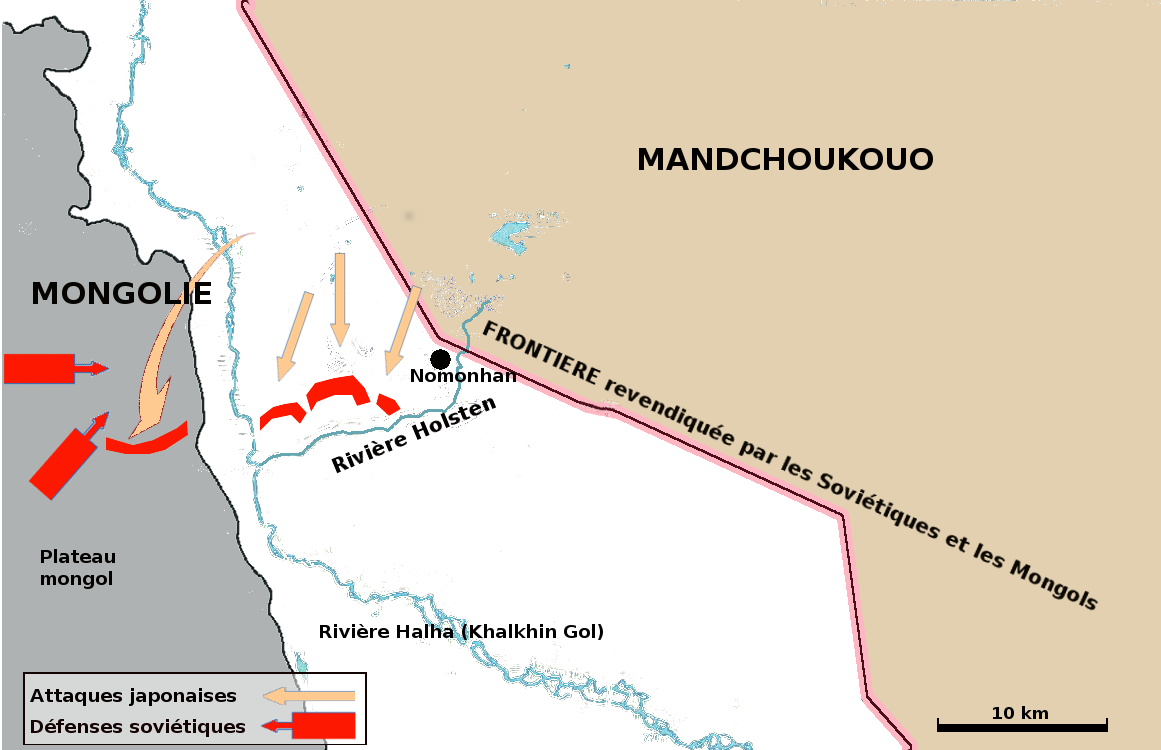
Carte des attaques japonaises et des défenses soviétiques du début juillet 1939 à Khalkhin Gol.

Komatsubara dispose d'environ 38 000 hommes, 300 canons de tous types, des unités blindées et 180 avions. Il répartit ses forces en deux groupements pour mener une attaque en tenaille sur le pont de Kawamata (sur la Halha) destinée à chasser les Soviétiques et les Mongols de la zone contestée. C'est une attaque assez classique, une force menant un assaut frontal destiné à fixer les Soviétiques sur la rive est (autour de la colline 733), tandis qu'une force d'enveloppement doit traverser la Halha et prendre les Soviétiques à revers, par la rive ouest, les deux forces convergeant vers le pont.
La force d'enveloppement est le groupement principal, sous les ordres directs de Komatsubara, et doit chasser l'adversaire de la colline 721 puis traverser la Halha au nord pour attaquer les hauteurs de Baintsagan, sur le plateau mongol.
Une fois ces objectifs capturés, le groupement doit se diriger vers le sud en direction du pont de Kawamata, en détruisant l'artillerie et la base logistique adverses disposées sur la rive ouest.
Pendant ce temps, plus au sud et plus à l'est, un autre groupement, sous les ordres du lieutenant-général Yasuoka, doit attaquer les forces soviéto-mongoles sur la rive est, en forçant le passage en direction du pont.
Toujours en train de se renforcer, Joukov est nettement en infériorité, avec 12 000 hommes seulement. Il dispose par contre d'une bonne artillerie, d'une meilleure logistique et d'une supériorité blindée, avec 450 chars et automitrailleuses.
L'offensive japonaise commence le 2 juillet 1939.

### La force d'encerclement

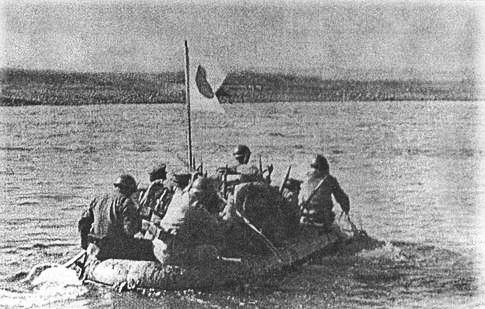
Soldats japonais traversant la Halha, début juillet 1939.

Au début, l'attaque de la force d'enveloppement menée par Komatsubara se déroule bien pour les Japonais. Les 71e et 72e régiments d'infanterie, plus un bataillon du 64e régiment d'infanterie et le 26e régiment d'infanterie du colonel Shinichiro Sumi, emprunté à la 7e division d'infanterie, s'emparent de la colline 721 le 2 juillet.
La nuit suivante, ces unités traversent la Halha puis commencent un mouvement sur la rive ouest vers le sud, visant à détruire l'artillerie soviétique et les réserves. Joukov s'est laissé surprendre, et l'endroit est mal gardé. Des éléments de la 6e division de cavalerie mongole sont dispersés. Le lendemain, les Japonais s'emparent des hauteurs de Baintsagan (sur le plateau mongol) et progressent de 6 km en direction du pont, menaçant l'arrière des Soviétiques déployés sur la rive est autour de la colline 733. Les Mongols n'ont pas prévenu les Soviétiques de leur défaite locale, et ce n'est qu'à l'aube du 3 juillet que les Soviétiques découvrent le franchissement de la Halha par les Japonais.
Un pont de bateaux est établi sur la portion nord de la Halha, pour assurer la logistique japonaise.
Joukov est toujours en phase de réorganisation de son dispositif, et s'est placé en défensive pour permettre l'arrivée de renforts. Surprise par l'avancée japonaise, son infanterie s'avère incapable de stopper l'infanterie adverse, nettement mieux entraînée. La première réponse soviétique est donc conforme aux attentes japonaises : insuffisante.
La bataille n'est pas que terrestre, et « dans le ciel, tout ce qui a pu décoller s'affronte dans une terrible mêlée ».
Joukov réagit vigoureusement à la menace pesant sur ses arrières : pour ne pas laisser le temps aux Japonais de fortifier leurs positions acquises sur la rive ouest, et de s'emparer des zones où est déployée son artillerie, il lance les forces blindées, à savoir la 11e brigade de chars du kombrig Yakovlev (200 blindés d'après les mémoires de Joukov). L'attaque contre les hauteurs de Baintsagan se fait dans l'urgence, sans attendre le soutien de l'infanterie. En raison de l'absence de cette dernière, l'attaque blindée soviétique subit de lourdes pertes dues aux armes antichars (surtout des canons de 37 mm, mais aussi aux cocktails molotovs et aux nikuhaku kogeki, des bombes humaines qui se sacrifient en se jetant contre les chars). Les pertes sont lourdes pour les Soviétiques, mais les Japonais doivent s'enterrer. L'après-midi, Joukov peut lancer de nouvelles forces : les 7e et 36e brigades motorisées, qui perdent, de nouveau, de nombreux véhicules. En tout, ce sont 186 chars et 266 automitrailleuses qui sont engagés en deux vagues.
De ces quelque 450 chars et automitrailleuses, « on estime que 120 blindés soviétiques [sont] détruits dans la journée du 3 juillet », et les pertes s'alourdissent encore les jours suivants. Malgré ces pertes, le choc sur l'infanterie japonaise est violent. Les Soviétiques ont attaqué de trois côtés, et ont failli encercler les forces japonaises. La progression nippone le long de la Halha est enrayée. Les Japonais, matraqués par l'artillerie, pressés par les blindés, menacés d'encerclement, à court de munitions et de ravitaillement et voyant leur seul point de ravitaillement à travers la rivière (un pont de bateaux) menacé, sont contraints de repasser sur la rive est dans la nuit du 4 au 5 juillet pour éviter l'anéantissement. Ces troupes ont perdu 20 % de leurs forces.
Dès lors, Komatsubara perd toute possibilité de mener la bataille d’enveloppement prônée par la doctrine japonaise, toutes ses troupes se retrouvant concentrées en face des Soviétiques sur la rive est de la Halha. Il est condamné à l'attaque frontale.

### La force d'attaque frontale
Le détachement chargé de l'attaque de fixation sur la rive orientale est commandé par le lieutenant-général Masaomi Yasuoka. Il est composé des 3e et 4e régiments de blindés (soixante-treize chars et quatorze chenillettes au total), du 64e régiment d'infanterie et du 2e bataillon du 28e régiment d'infanterie (ce dernier emprunté à la 7e division), du 2e bataillon du 13e régiment d'artillerie de campagne, et du 24e régiment du génie.

#### Les blindés
Les tanks de Masaomi Yasuoka, regroupés dans le 1er corps blindé, sont des chars moyens ou légers.

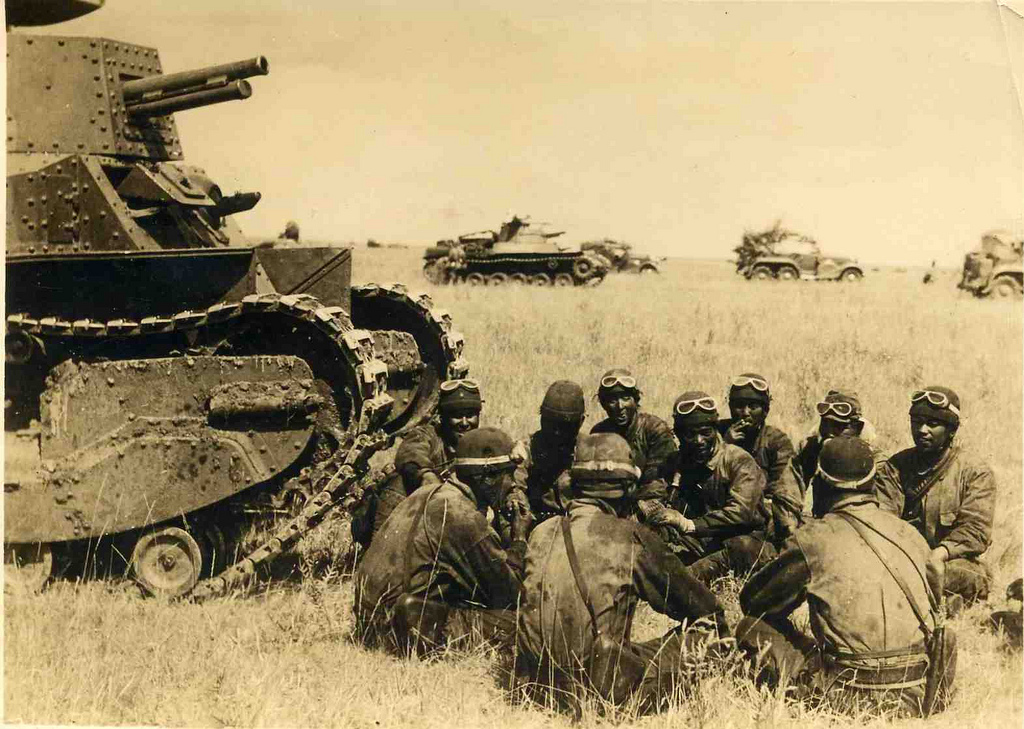
Un Type 89 I-Go japonais, à Khalkhin Gol (1939).
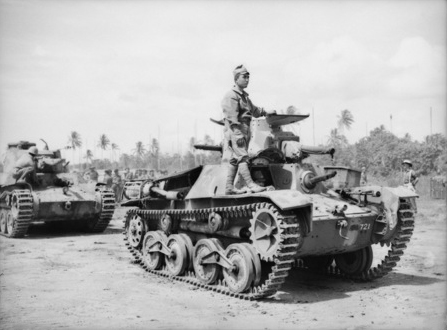
Chars Type 95 Ha-Gō en 1945.
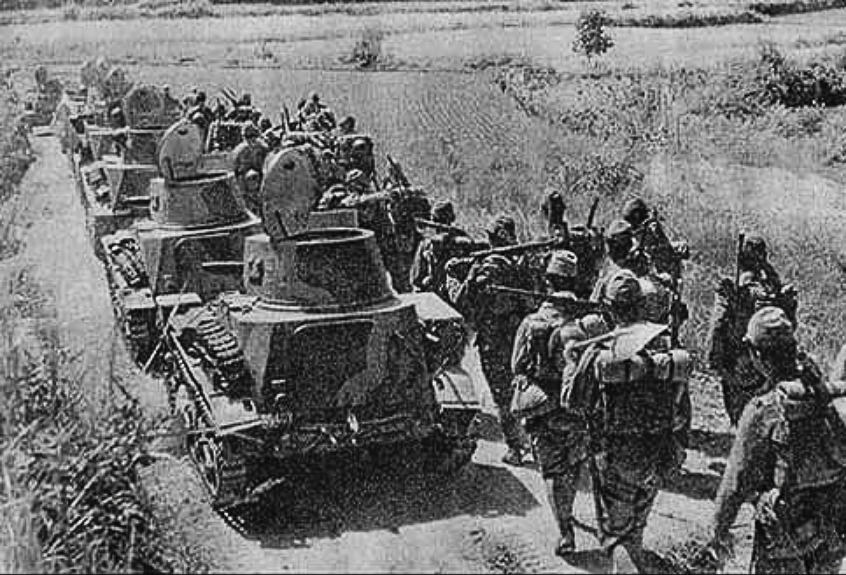
Une colonne de type 94 Te-Ke en Chine (1938).
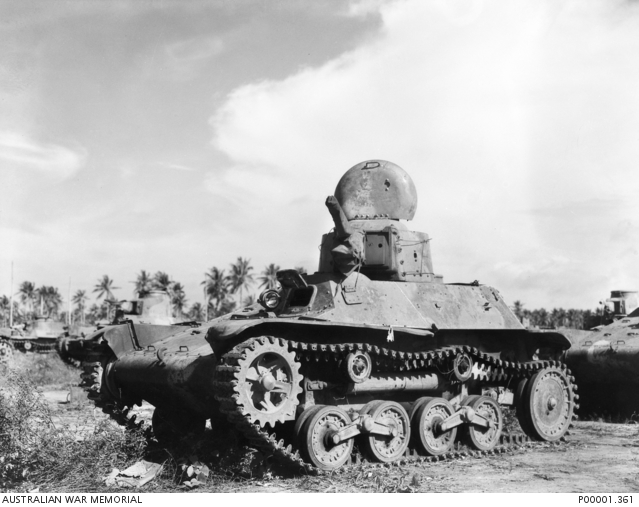
Char de Type 97 Te-Ke

3e régiment de blindés :
- Type 89 I-Go (char moyen) - 26 chars
- Type 97 Chi-Ha (char moyen) - 4
- type 94 Te-Ke (chenillette) - 7
- Type 97 Te-Ke (chenillette) - 4

4e régiment de blindés :
- Type 95 Ha-Go (char léger) - 35
- Type 89 I-Go (char moyen) - 8
- type 94 Te-Ke (chenillette) - 3

Le char moyen Type 89 I-Go (33 chars) a été conçu dans les années 1920. Son canon de 57 mm, avec une vitesse de tir de 380 m/s ne peut que percer un blindage de 20 mm à 500 m de distance. Lors de la bataille, il est déjà considéré comme obsolète, et va être d'ailleurs retiré du service à partir de 1942.
Le Type 97 Chi-Ha (4 chars) est un char moyen moderne datant de 1938 dont le blindage reste modeste (8 à 33 mm), et son armement principal est le même 57 mm que pour le Type 89 I-Go.
Le Type 95 Ha-Go (35 chars), un char moyen assez récent (mis en production en 1935), n'a qu'un blindage de 6 à 13 mm, et n'embarque qu'un canon de 37 mm, suffisant contre de l'infanterie mais pas contre des blindés.
Le type 94 Te-Ke (10 chenillettes) n'est qu'une chenillette avec un blindage de 12 mm (aisément percé par des tirs de mitrailleuse 12,7 mm) et une simple mitrailleuse de 6,5 mm comme arme offensive. Elle est en fait prévue plus pour la reconnaissance que pour le combat direct,. Elle aussi est considérée comme obsolète dès l'époque de la bataille.
Enfin, le Type 97 Te-Ke (4 chenillettes) est plus récent, puisque sa production ne date que de 1938, mais cette machine n'en reste pas moins une simple chenillette au blindage mince (12 mm) et à l'armement limité : un canon de 37 mm pour certaines chenillettes (suffisant contre l'infanterie ou des petits bunkers, mais inefficace face à n'importe quel type de blindé), ou une mitrailleuse de 7,70 mm pour la majorité des cas,.
Ces blindés sont donc, dans l'ensemble, peu performants.

#### L'attaque frontale
Craignant l'action de l'artillerie soviétique, Yasuoka décide d'attaquer dans la soirée du 2 juillet, pour bénéficier de la couverture de la nuit. L’assaut frontal est dirigé contre les concentrations soviétiques situées sur la rive nord de la Holsten, à l'est de la Halha. L'objectif est d'atteindre la rivière Halha, et de rejoindre la force d'encerclement de Komatsubara, prenant ainsi les forces soviéto-mongoles de la rive est dans la nasse.
Comme la faiblesse de la résistance initiale lui fait craindre un repli soviétique rapide, le commandement japonais va agir de façon précipitée. L'absence de reconnaissances préalables ne permet pas aux Japonais de connaître les positions des troupes soviétiques, ce qui va nuire à la coordination des attaques.
Les 3e et 4e régiments de blindés foncent en tête.
Le 3e régiment de chars, après avoir chargé à travers le barrage d'artillerie soviétique, réussit à repousser l'infanterie motorisée soviétique, et à prendre pied sur la colline 733, d'où les Soviétiques se retirent. Cependant, dès 21 h le 2 juillet, le contre-feu des batteries soviétiques commence à marteler les nouvelles positions japonaises, et le 3e régiment doit se retirer.
Le 4e régiment de chars, qui avait été séparé du 3e, s’avance vers son objectif sous le couvert d'un orage, mais, tout à coup, des éclairs illuminent les chars japonais, déclenchant immédiatement le feu des Soviétiques avec leurs canons antichars, leurs mitrailleuses lourdes et leur artillerie lourde positionnée sur le plateau mongol, au-dessus des Japonais. Toutefois, la zone de bataille est si proche que l'artillerie soviétique ne peut pas baisser son angle de tir pour couvrir les zones voisines de la rivière, que tentent d'atteindre les Japonais. Le 4e régiment reçoit donc l'ordre de charger à environ 12 h 20 le 3 juillet. Les tirs d'artillerie soviétiques passent au-dessus des tanks, et ceux-ci pénètrent profondément dans les lignes soviétiques. Cependant, isolé dans les lignes soviétiques, le 4e régiment de chars préfère finalement reculer de plusieurs kilomètres pour reprendre contact avec l'infanterie japonaise qui avance derrière lui. Sa percée est donc de courte durée. Au cours de son action, le 4e régiment de chars a tiré 1 100 coups de 37 mm et 129 obus de 57 mm, ainsi que 16 000 coups de mitrailleuses.
Du fait de cette séparation entre les blindés et l'infanterie et du retrait des chars qui s'ensuit, l'attaque frontale ne perce pas les défenses soviéto-mongoles structurées autour de la colline 733 (dans l'angle nord-est formé par la Holsten et la Halha). Les blindés japonais perdent la moitié de leurs effectifs au cours de la nuit : treize ne peuvent être réparés, environ quatorze autres ne seront remis en service qu'après des réparations majeures, et dix-sept chars sont réparés sur le champ de bataille.

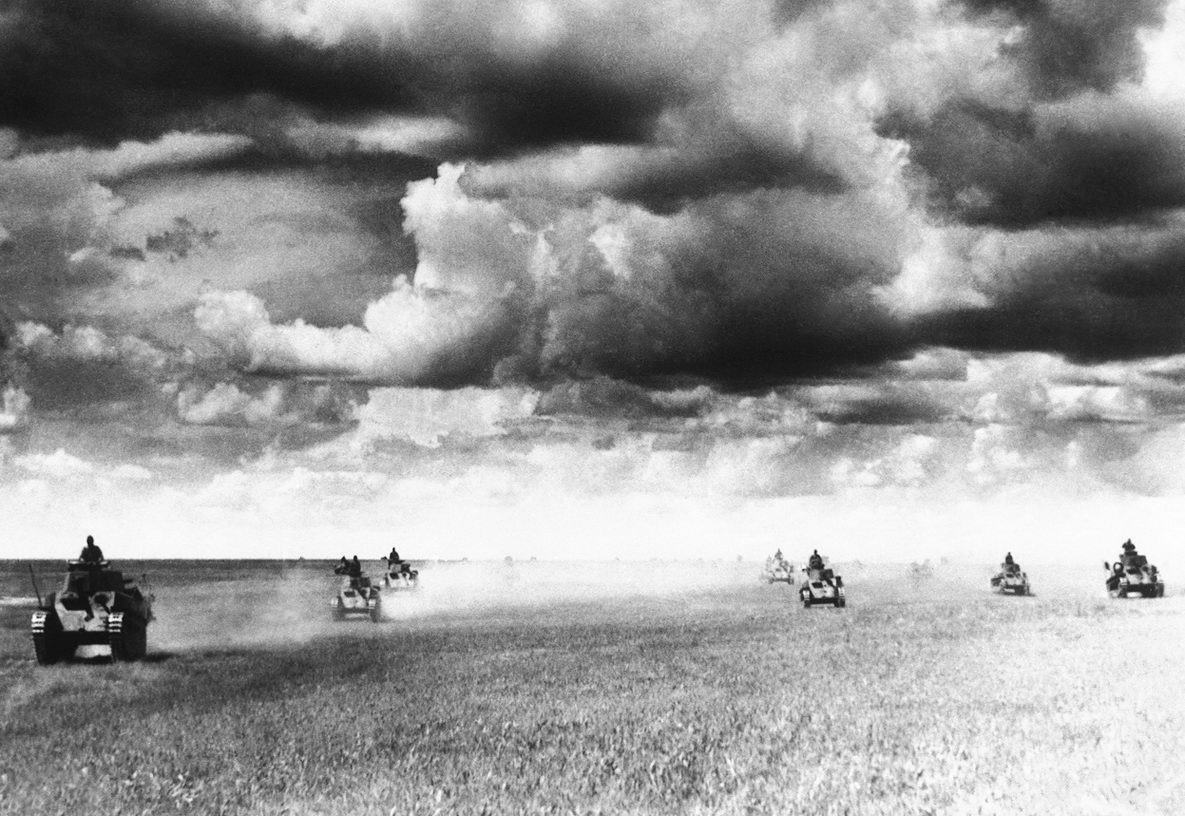
L'attaque des chars japonais vers la rivière Halha, juillet 1939.
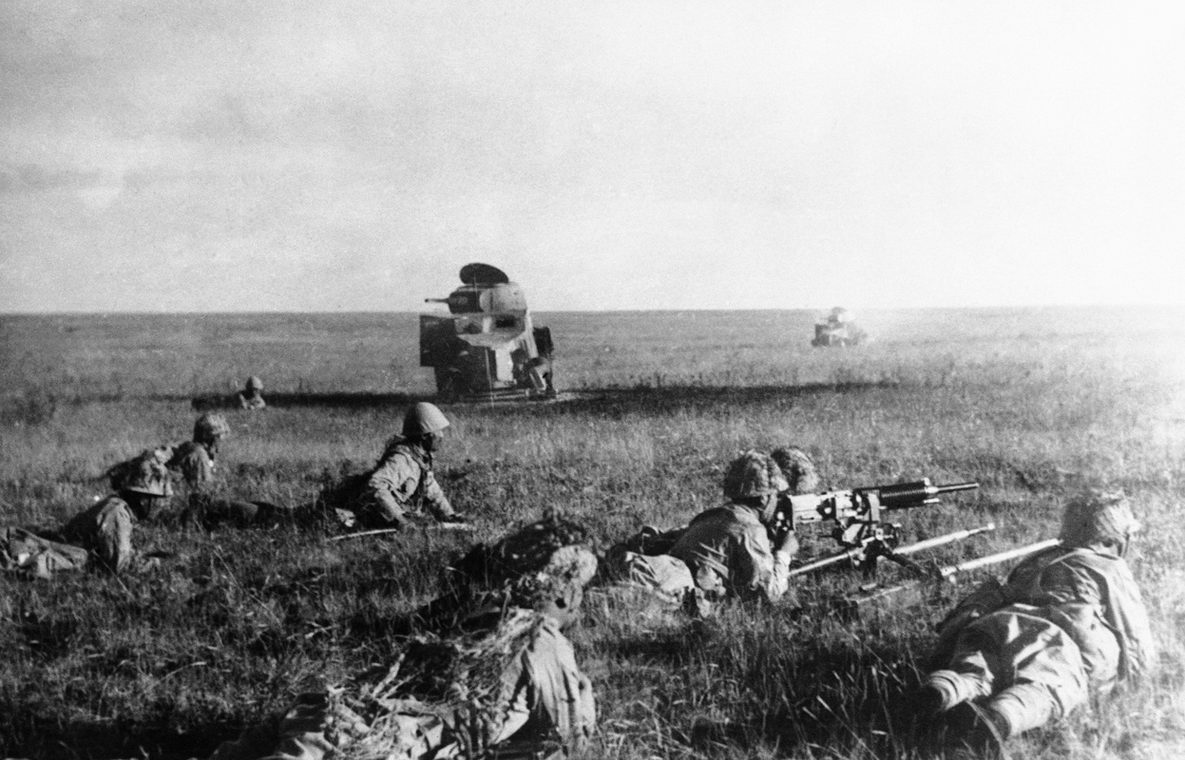
Soldats japonais rampant devant deux blindés soviétiques détruits, début juillet 1939.
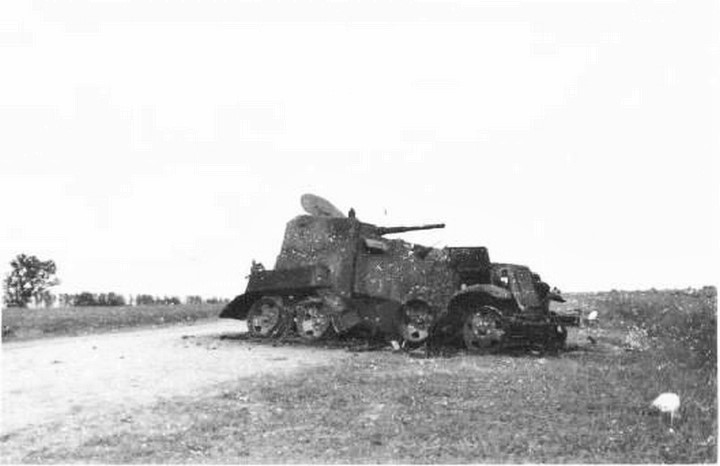
Un BA-10M soviétique détruit par les Japonais, 1939.
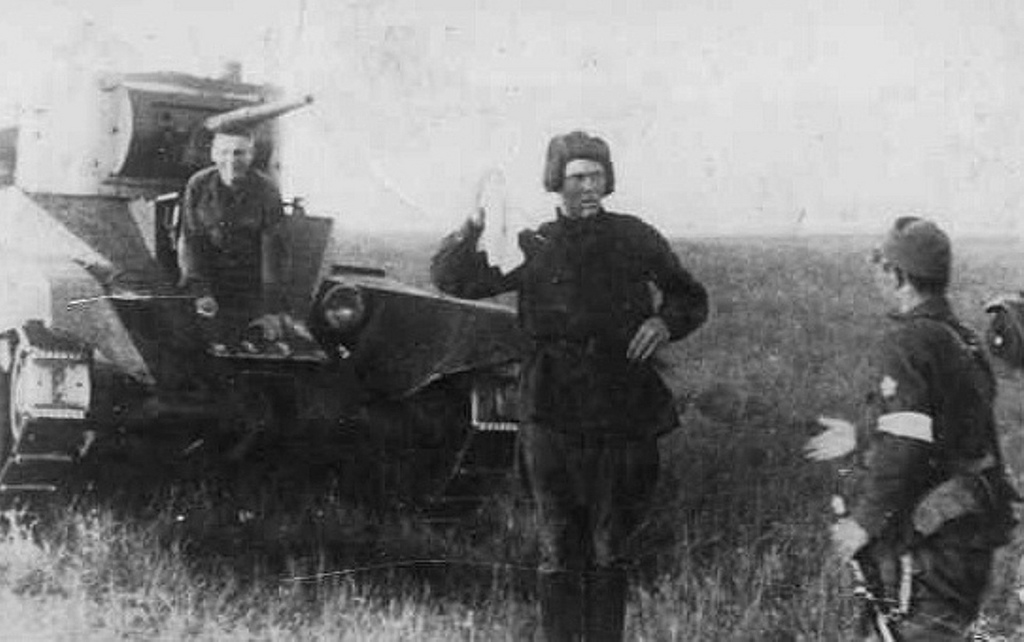
Un tank BT-5 capturé par les Japonais (image de propagande), 1939.

Les unités de l'Armée rouge sont néanmoins bousculées et certaines reculent en direction du pont. La progression japonaise est ensuite plus prudente : Yasuoka arrive le 4 juillet aux abords du pont sur la Halha qui assure la communication de l'arrière de Joukov avec ses forces défensives déployées sur la rive est. Pourtant, les troupes soviétiques restent fortement présentes, y compris pour certaines sur les arrières des Japonais. Ceux-ci s'attendent à trouver des défenses linéaires, plus faciles à pénétrer, mais Joukov a organisé « une succession de positions autonomes, se couvrant mutuellement par des feux de mitrailleuses et de mortiers et appuyés par des unités blindés contre-attaquant dans les intervalles. […] Plus les unités pénétraient dans la zone de défense soviétique et plus elles étaient soumises à des pressions sur leurs deux flancs ». L'avancée japonaise est limitée, et les retranchements soviétiques tiennent. L'artillerie retranchée sur le plateau pilonne les assauts japonais et les brise à plusieurs reprises. Les contre-attaques blindées de Joukov stoppent définitivement les Japonais le 5 juillet. Le retrait des troupes d'encerclement de la rive ouest de la Halha le même jour laisse cependant comme seule option la poursuite de l'attaque frontale.
Tout aussi grave pour les Japonais, la bataille traîne en longueur plus que ce qu'ils ont prévu, et leur consommation en munitions dépasse progressivement leurs médiocres réserves logistiques.
À la fin de l'après-midi du 5 juillet, la coordination des attaques se détériore du fait d'un tir d'artillerie régulier qui gêne les communications. Néanmoins, les Japonais renouvellent leur offensive les jours suivants, pensant notamment que la logistique soviétique va être incapable de soutenir un tel volume de feu sur plusieurs jours. La minutieuse préparation de Joukov dans ce domaine va au contraire faire la différence : bien que considérablement plus éloigné de ses bases arrières que les Japonais, Joukov a réussi à réunir une flotte de 2 600 camions qui lui assure tout le ravitaillement dont il a besoin.
Les 6 et 7 juillet, Komatsubara tente une nouvelle offensive sur la confluence des deux rivières, mais au prix de lourdes pertes. Pour réduire celles-ci, dans les nuits du 7 au 9 juillet, le corps expéditionnaire japonais passe alors aux attaques de nuit, une spécialité de l'infanterie japonaise. Malgré quelques succès, les pertes humaines augmentent sans gain territorial significatif tandis que les forces soviéto-mongoles continuent à se renforcer.
Le 9 juillet, à la suite d'une contre-attaque soviétique que Vorochilov, commissaire à la Défense, avait déconseillée, le détachement Yasuoka recule et est dissous ; Yasuoka est relevé de son poste. Le même jour, du fait de ses pertes élevées, le 64e régiment japonais est renforcé par le 26e régiment de la 7e division.
Les troupes japonaises commencent à souffrir de la faim et de la soif, leur ravitaillement assuré par des colonnes hippomobiles peinant à leur fournir l'appui nécessaire. Le moral, au départ excellent, se détériore.
Du 10 au 12 juillet, la pression japonaise se poursuit, mais sans véritable gain. La pression est cependant forte. Dans la nuit du 11 au 12, deux bataillons du 603e régiment de la 82e division soviétique se débandent. La 82e division est une unité de territoriaux trop hâtivement déployée, sans entraînement, sous-encadrée, et dont la majorité des hommes n'a même pas d'uniforme. C'est Joukov qui est blâmé, un télégramme de Boris Chapochnikov et Vorochilov du 12 juillet lui reprochant d'avoir déployé ces hommes non aguerris. Semble-t-il justifié (Vorochilov rappelant avoir ordonné de ne pas engager le 603e régiment), le télégramme est aussi révélateur de l'étroitesse de la surveillance par Moscou, qui passe par-dessus l'autorité de Stern.
Le front semble craquer, et, le 13 juillet, le komandarm Koulik, l'officier politique (proche de Vorochilov) qui surveille Joukov, ordonne à celui-ci d'évacuer la rive orientale et de se retirer sur la rive occidentale, plus facile à défendre. Joukov accepte, mais, apprenant l'ordre, Chapochnikov et Vorochilov l'annulent immédiatement depuis Moscou ; ils rappellent Koulik dans la foulée et le remplacent par Lev Mekhlis. Cette fois-ci, la surveillance de Moscou a aidé Joukov.
Malgré ces difficultés, le front soviétique tient, et les Japonais restent totalement bloqués devant la colline 733 et les défenses soviétiques. À la mi-juillet, Komatsubara décide de suspendre l'attaque, en vue de préparer une nouvelle offensive pour la fin du mois.
Bien que l'infanterie japonaise ait été globalement supérieure à son homologue soviétique, l'attaque japonaise a échoué du fait de la supériorité de Joukov en matière de blindés, d'artillerie et de logistique, ainsi que grâce à la qualité de ses lignes défensives en profondeur.
Le 19 juillet, le 57e corps spécial devient le 1er détachement d'armée, une promotion de fait pour Joukov.

#### La bataille aérienne

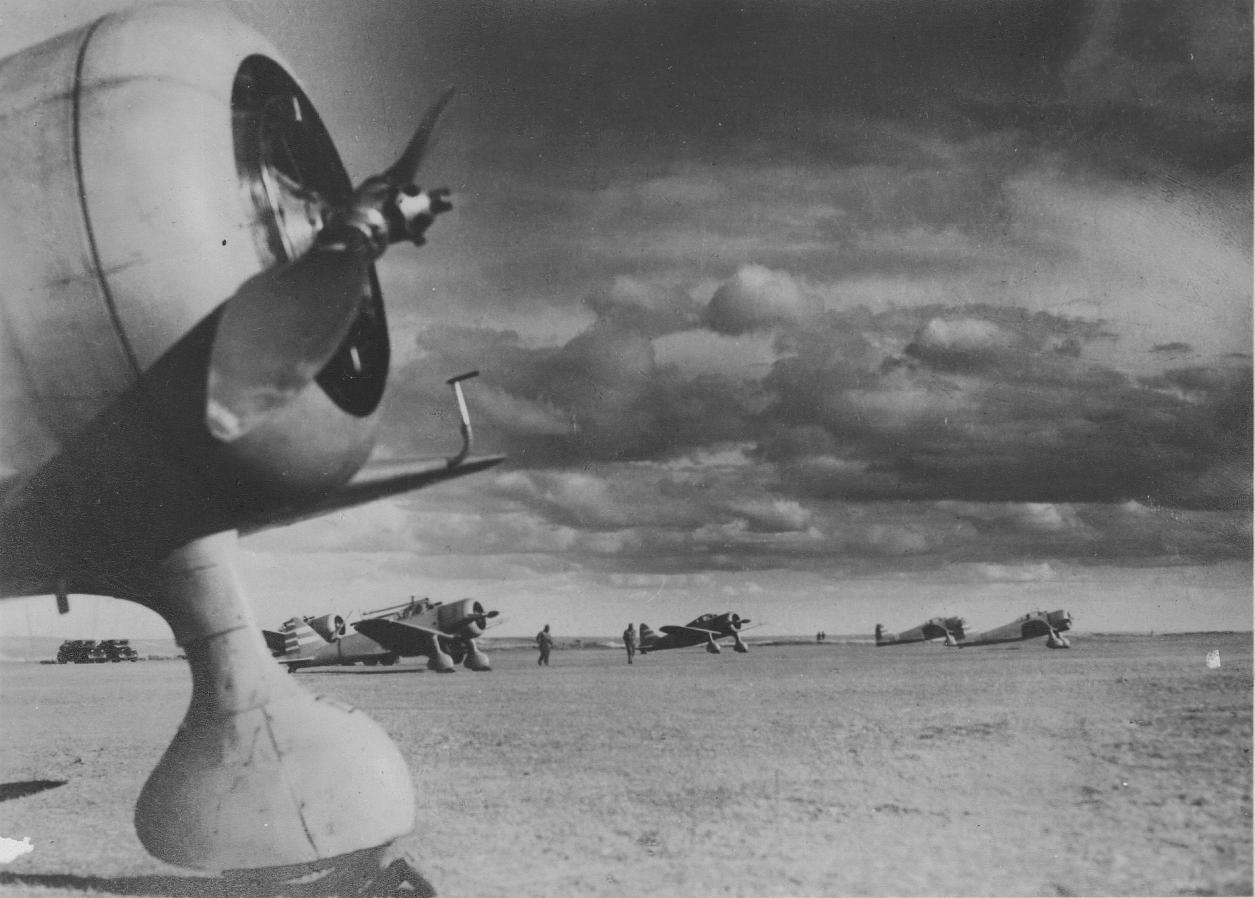
Des chasseurs japonais Nakajima Ki-27 à Khalkhin Gol, 1939.

À compter du 29 mai, l'aviation soviétique commence sérieusement à se déployer sur le terrain. Le Komkor Chmuchkevitch, commandant adjoint de l'aviation soviétique, commande les troupes. De nouveaux terrains d'aviation sont construits, et des renforts arrivent tout au long des mois de juin, juillet et août. En parallèle avec la bataille au sol, Chmuchkevitch maintient une forte présence aérienne. L'objectif est de conquérir la supériorité aérienne, d'aveugler les Japonais sur l'organisation des forces soviétiques et d'assurer un soutien aux forces au sol, soutien sans lequel une contre-offensive ne peut espérer percer dans la profondeur.
« Lors des combats aériens de juin et juillet, les aviateurs japonais vont détenir une réelle maîtrise de l'air, en dépit de leur infériorité numérique. Mais cette marge de supériorité fond rapidement dans les semaines qui suivent le premier choc ». D'une part, dans ce domaine comme les autres, Moscou renforce régulièrement le front, donnant à celui-ci les moyens de sa domination. D'autre part, les témoignages japonais recueillis montrent une forte capacité d'apprentissage, les erreurs n'étant pas répétées. Le pilote Hiromichi Shinohara devient en trois mois le plus grand as de l’aviation du service aérien de l'Armée impériale japonaise, obtenant 58 victoires avant d'être abattu le 27 août 1939 ; plusieurs autres pilotes de cette arme obtiennent des palmarès impressionnants.

## L'attaque japonaise de fin juillet
Une nouvelle fois, le haut commandement japonais refuse de s'avouer vaincu et décide de regrouper toutes ses forces pour mener une attaque frontale contre le pont. Plusieurs unités d'artillerie supplémentaires sont engagées, et on compense les pertes des unités en vue d'une nouvelle offensive.
De son côté, Joukov a reçu des renforts conséquents : les 82e et 57e divisions d'infanterie, une brigade aéroportée, la 6e brigade blindée, un groupement d'artillerie lourde, un groupement d'artillerie antiaérienne, une division de cavalerie mongole, 100 chasseurs (des Polikarpov I-16 ou Polikarpov I-153 Tchaïka). De nouveaux aéroports militaires sont construits en urgence, et l'Armée rouge en aura quarante-deux lors de la contre-offensive du 20 août.
L'attention extrême que Joukov porte à la logistique lui donne également une capacité à tenir le feu dans la durée que son adversaire ne peut égaler.
Déclenchée le 23 juillet, l'offensive japonaise a pour fers de lance les 64e et 72e régiments. L'artillerie japonaise tire ce jour-là plus de quinze mille obus, et vingt-cinq mille en trois jours. Ce barrage massif consomme en deux jours plus de la moitié des réserves japonaises de munitions. Toutefois, l'artillerie des Soviétiques répond de façon encore plus massive.
Au bout de deux jours, l'offensive est finalement annulée, la logistique japonaise, contrairement à celle des Soviétiques, se montrant de nouveau incapable de soutenir ce rythme. À cette date, les Japonais ont perdu 5 000 hommes, mais ils disposeraient encore d'un effectif de 75 000 soldats (beaucoup moins d'après Sapir ou Lopez et Otkhmezuri).
Le lieutenant-général Komatsubara décide alors de passer à la défensive, en espérant se renforcer tout en épuisant et démoralisant l'Armée rouge par une guerre d'usure, avant de reprendre de nouveau l'initiative.

## Contre-attaque soviétique d'août
Du côté soviétique, le succès défensif de juillet n'a pas permis de reprendre le contrôle de la zone contestée, et les responsables ne restent donc pas inactifs. La bataille a cependant permis aux Soviétiques de conserver des positions continues à l'est de la rivière, n'obligeant pas l'armée à franchir celle-ci lors de son attaque future.
L'objectif reste la reprise de toute la rive est du Halha et, de façon plus large, l'affaiblissement de la menace japonaise sur les frontières soviéto-mongoles.
Joukov est pressé par Staline qui s'inquiète de la situation en Europe et veut éviter d'être distrait par des problèmes en Asie. Il prend néanmoins le temps de préparer méthodiquement son offensive générale. En attendant celle-ci, il fait mener quelques attaques limitées contre les forces japonaises, et, surtout, il masse méthodiquement les troupes et le ravitaillement de façon à agir de façon décisive au moment opportun.

### La préparation logistique
Bien que le champ de bataille soit éloigné de près de 750 km de la voie ferrée la plus proche, Joukov réussit sa préparation, en particulier grâce à l'emploi d'un nombre impressionnant de camions : son parc de 2 600 véhicules est encore renforcé par 1 625 camions supplémentaires à la mi-août, ainsi que par des autobus, denrée rare en Union soviétique. Cette noria de camions va lui permettre d'amener à pied d'œuvre une force très supérieure à celle des Japonais, non pas en infanterie mais en artillerie et en blindés. Le transfert depuis Oulan-Bator dure cinq jours sur des routes en mauvais état, « à travers une des zones les plus inhospitalières du monde ». Eu égard au problème du terrain, Komatsubara et ses supérieurs n'envisagent pas possible un tel effort et ils sous-estiment une nouvelle fois gravement les Soviétiques et leur capacité à tenir une bataille longue.
Joukov dispose avant sa contre-attaque d'environ 57 000 soldats, soutenus par une artillerie puissante et de nombreux chars de combat.

### L’entraînement
À partir du 1er août, après la fin des offensives japonaises, Joukov peut réorienter ses troupes pour la préparation de la contre-offensive, ce qui passe en particulier par un renforcement de l’entraînement, lequel avait souvent péché lors des affrontements de juillet. « Les régiments sont retirés discrètement et envoyés trente kilomètres à l'arrière pour apprendre les bases de l'interaction entre infanterie, artillerie et aviation ».
Les témoignages des officiers japonais après la bataille montrent à la fois le besoin et l'efficacité de cet entraînement. Pour les contre-attaques de juillet, le jugement sur la qualité des unités soviétiques est assez critique : manque d'initiative, mauvaise coordination inter-armes (blindés-infanterie-artillerie), tendance des hommes à se débander après la mort de leur officier. Pour l'offensive d'août, ces critiques sont toujours d'actualité, mais avec une nette amélioration dans tous les domaines.

### Maskirovka
Dans l'art militaire soviétique, la Maskirovka (« camouflage ») est l'art de la désinformation de l'adversaire. Il ne s'agit pas d'une pratique spécifiquement soviétique, mais, durant la Seconde Guerre mondiale, le commandement soviétique en général et Joukov en particulier montreront une attention toute particulière à cette question, allant jusqu'à créer un commandement spécifique chargé de la question dans le cadre de certaines grandes opérations.
On trouve déjà durant la bataille de Khalkhin Gol le soin particulier que Joukov apporte à sa préparation dans ce domaine. Durant la préparation de l'offensive, Joukov fait en effet en sorte que son adversaire ne se doute à aucun moment qu'une offensive est en préparation, et que les Soviétiques, jusqu'alors sur la défensive, s’apprêtent à reprendre l'initiative.
Pour ce faire, les concentrations de troupes et les redéploiements ont été faits dans la nuit, les radios et les téléphones ont été utilisés pour transmettre de fausses informations, et les groupes d'attaque ont été déplacés vers leurs positions de départ peu de temps avant l'attaque. La nuit, des haut-parleurs diffusent des bruits de terrassement pour donner l'impression que l'armée soviétique se concentre sur des travaux défensifs. Des chars roulent toutes les nuits de long en large pour habituer les Japonais aux bruits de leur déplacement, ce qui rendra indiscernables leurs véritables mouvements vers leurs positions de départs. Les tirs nocturnes d'artillerie (en moyenne un tir chaque seconde) sont permanents sur les positions japonaises, à la fois pour empêcher l'ennemi de dormir et pour l’empêcher de se déplacer librement dans ses retranchements. « Ces efforts de camouflage et des attaques de diversion ont permis de fausser l'estimation japonaise sur les activités soviétiques ».
Cet effort de désinformation fut un franc succès. D'après un rapport du commandement de l'armée du Kwantung « nous n'avions aucun rapport de renseignement à quelque niveau que ce soit, du front à l’état-major de l'armée, qui nous conduise à attendre une offensive d'une telle ampleur à ce moment ».

### Le plan de bataille
L'élaboration du plan de l'attaque est mal connue.

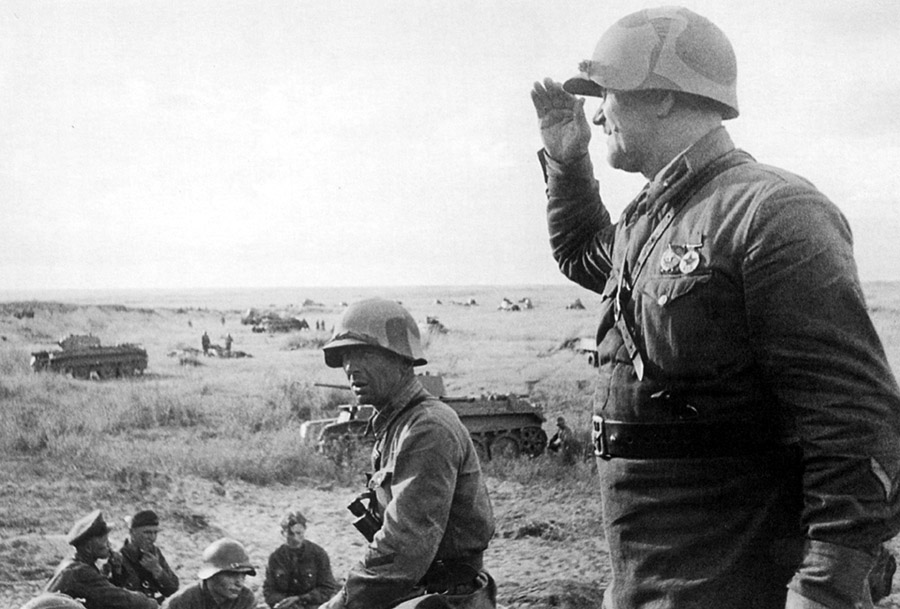
Officiers, soldats et blindés soviétiques peu avant l'offensive, 1939.

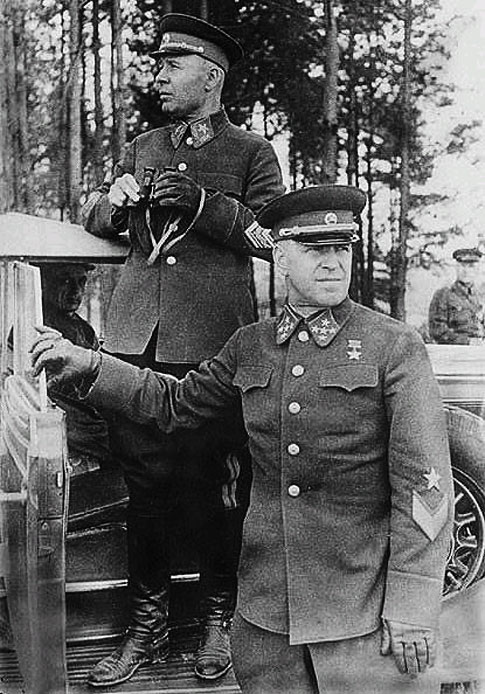
Joukov (à l'avant-plan) en août 1939.

Dans ses mémoires, Joukov se l'attribue, sans citer son supérieur hiérarchique Grigori Stern. Lopez et Otkhmezuri considèrent que le plan est « typique du style Joukov, fait de détermination, de brutalité, de ruse et d'attention aux détails, le tout au service […] d'une excellente maîtrise personnelle de l'art opératif ». Dans le même temps, les deux auteurs notent que, d'après l'écrivain Constantin Simonov (qui interviewa Joukov après-guerre), dès la fin de la bataille, les officiers se partagent entre pro-Stern et pro-Joukov quant à l'attribution de la paternité du plan de bataille. Le major Grigorenko, de l'état-major de Stern et futur dissident, l'attribue intégralement à Stern. De fait, la directive datée du 10 août qui décrit l'offensive, envoyée à Moscou, est signée par Stern et son chef d'état-major, Bogdanov, pas par Joukov. Bogdanov fait d'ailleurs fonction également de chef l'état-major de Joukov à compter de juillet, ce qui favorise le lien avec Stern, et s'explique peut-être par sa maîtrise du plan s'il l'a élaboré avec Stern.
Cependant, Lopez et Otkhmezuri considèrent qu'il est difficile de ne pas y voir la patte de Joukov. À la fois du fait d'un style qu'on retrouve dans les campagnes de celui-ci lors de la Seconde Guerre mondiale, et parce que « la méthode soviétique classique est celle d'un va-et-vient des projets entre les services du commandant du front — Stern — et le chef de corps chargé de l'exécution — Joukov. […] Le plan de bataille […] serait donc, dans l'état actuel de la documentation l'enfant conjoint de Stern, Bogdanov et Joukov ».
Achevé courant août, le plan est typique de la vision soviétique (« art opératif ») en matière d'attaque : « l'affrontement est conçu comme une opération, c'est-à-dire comme une suite planifiée, ordonnée, séquencée, d'affrontements de natures diverses liés entre eux par un but bien défini. L'adversaire japonais considère, lui, à l'allemande, qu'il doit mener une action courte et rapide caractérisée simplement par une manœuvre menant à un encerclement ».
Le plan remonté à Moscou le 10 août prévoit donc plusieurs étapes. La première est une offensive aérienne, couplée à des attaques limitées au sol, visant à améliorer les positions de départ des Soviétiques. La seconde étape vise à percer le dispositif ennemi en plusieurs points. La troisième phase consiste à introduire des moyens rapides dans les percées, en particulier mécanisés, pour déstructurer et segmenter le corps de bataille impérial, et déboucher sur les arrières ennemis en frappant ses bases de logistique et de commandement. La quatrième étape consiste à placer de l'infanterie en plein cœur du dispositif de l'adversaire pour l'immobiliser et gêner son regroupement, pendant qu'un encerclement par les divisions blindées empêche la fuite ou les renforts. Une cinquième phase d’annihilation est alors prévue. Enfin, une frappe en profondeur dans le Mandchoukouo est envisagée si le pouvoir soviétique la juge utile, mais, comme le maréchal Zakharov (alors adjoint du chef d'état-major) le rapporte, Staline souhaite éviter un affrontement généralisé avec les Japonais, et cette option reste une sixième étape très hypothétique, à laquelle les Soviétiques n'auront d'ailleurs pas recours.
Comme les reconnaissances soviétiques ont montré que les forces japonaises sont massées au centre de leur dispositif, la pression principale des Soviétiques se portera donc sur les ailes, des attaques frontales sur les deux rives de la Holsten étant destinées à fixer le gros des forces ennemies. Cette dernière mission est confiée aux 82e et 36e divisions d'infanterie (la 82e division d'infanterie est cette unité de territoriaux dont 2 bataillons se sont débandés en juillet), appuyées par une brigade de mitrailleuses.
La pince nord comprend un régiment d'infanterie, une brigade blindée renforcée de bataillons de chars, des unités d'artillerie et la 6e division de cavalerie mongole.
La pince sud est l'axe d'attaque principal, et comprend la 57e division d'infanterie, la 8e division de cavalerie mongole, une brigade mécanisée, deux brigades blindées, une unité de chars lance-flammes, un régiment d’artillerie et un bataillon antichar.
Les Japonais lancent généralement le gros de leurs forces dès le début de la bataille, en cohérence avec leur vision d'une bataille d'encerclement courte, brutale et décisive, et c'est ce qu'a fait Komatsubara jusqu'alors.
À l'inverse, Joukov est cohérent avec cette idée d'opération en profondeur pouvant durer assez longtemps. Il entend donc exploiter le point culminant de la bataille, celui après lequel la force adverse décline (fatigue des combattants, pertes, tensions logistiques), et ne lancer qu'alors ses réserves stratégiques pour faire la différence. C'est cette recherche d'un deuxième échelon qui l'amène à prévoir de conserver d'importantes réserves, qu'il pourra lancer dans l'attaque quand l'adversaire montrera des signes de fatigue. Le renforcement reçu en juillet-août en troupes et matériel lui en donne les moyens, et il structure ces réserves autour de la 212e brigade aéroportée ainsi qu'autour d'unités de chars.

### La surveillance politique et la discipline

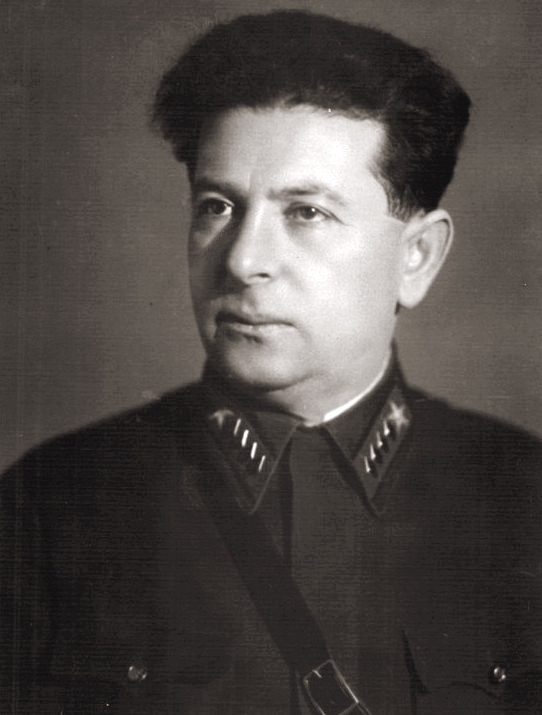
Lev Mekhlis (en 1941).

Dans la RKKA post-purges (il y en aura encore quelques-unes jusqu'en 1941, qui mèneront d'ailleurs à l'exécution de Grigori Stern), il est inévitable qu'une surveillance politique tatillonne s'exerce sur le commandement et la troupe déployés en Mongolie. Le komandarm Koulik jusqu'à la mi-juillet, puis Lev Mekhlis (membre du Comité Central, rédacteur en chef de la Pravda et chef de l'administration politique (PUR) de l'Armée rouge) coiffent le réseau des commissaires politiques. Des meetings politiques sont organisés avec la troupe pour expliquer le sens de l'affrontement en cours, mais la nomination de Mekhlis, un des grands organisateurs des sanglantes purges militaires de 1937, est aussi un message de Staline à l'armée, qui ne peut que se souvenir de l’exécution du maréchal Blücher l'année précédente après la médiocre prestation de ce dernier contre les Japonais. Les commissaires politiques interrogent la troupe sur les décisions des officiers. À cette date, et cette règle ne disparaîtra que pendant la Seconde Guerre mondiale, ils ont un droit de veto absolu sur les décisions militaires, et peuvent faire arrêter les officiers. Alexandre Koutchev, chef d'état-major du 57e corps, a d'ailleurs été arrêté le 29 juin et condamné à vingt ans de goulag à la suite de la perte d'une carte.
Mekhlis et Joukov se retrouveront pendant la Grande Guerre patriotique, et Joukov ne cachera pas après guerre sa haine absolue pour Mekhlis, « cet analphabète dans la science militaire, […] ce fou », et pour son « arbitraire sauvage »,.
Toutefois, Joukov n'est pas non plus le dernier à utiliser la pression, voire « le management par la peur, avec les cadres comme avec la troupe ». L'armée soviétique a un niveau faible, particulièrement après les purges. L’indiscipline, l'alcoolisme (Joukov ne boit pas), l'automutilation, le manque d'initiative, la négligence, et même les crimes de droit commun sont des plaies largement rencontrées. Joukov maintient donc une pression de tous les instants. Pendant la préparation de l'offensive, en juillet et août, il relève les officiers négligents, fait fusiller des soldats et des officiers soupçonnés d'automutilation ou d'autres fautes (Stern en graciera certains). Les unités qui reculeraient lors de l'offensive savent qu'elles seraient impitoyablement châtiées. « Joukov a souvent été critiqué en URSS pour sa brutalité personnelle. […] C'est un chef qui ne tolère pas les erreurs de ses subordonnés ». S'il ne sacrifie pas ses hommes sans raison, Joukov n'a jamais caché que « le coût humain d'une opération se justifie si l'objectif opérationnel est atteint ».

### Préparatifs japonais

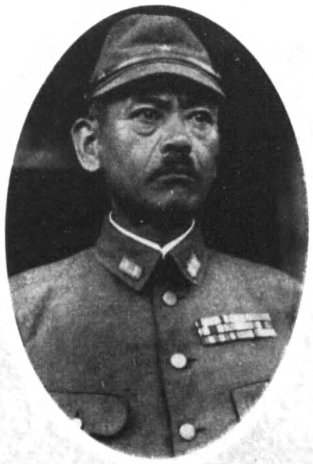
Le général Rippei Ogisu (ici en 1942).

Si les Japonais n'ont pas vu venir l'offensive soviétique et se sont concentrés sur la préparation de leur propre attaque, ils ont cependant mené des travaux de fortification et de défense en profondeur, avec des centres de résistance antichars, des nids de mitrailleuses et des bunkers.
Malgré les centaines de coups d'artillerie tirés chaque nuit par les Soviétiques, les Japonais, qui estiment toujours inutile de mettre en place une logistique robuste, rationnent leurs coups et leur riposte, souvent à 2 ou 3 coups par jour et par tube seulement. Ce défaut logistique ne pèse pas seulement sur l’artillerie, mais sur tout le corps de bataille, et en particulier sur les armes mécanisées.
Les Japonais renforcent par contre nettement leur infanterie.
Le 10 août, peu après la promotion du 57e corps spécial au statut de 1er détachement d'armée, se met en place son pendant japonais, la 6e armée, sous les ordres du général Rippei Ogisu, qui intègre la 23e division de Komatsubara. La 6e armée représente un nouveau renforcement des troupes japonaises. Rippei Ogisu envisage de reprendre l'offensive à partir du 24 août. Les Soviétiques vont le prendre de vitesse le 20 août.

### Forces en présence
Les sources divergent quelque peu sur les forces en présence à la veille de l'offensive du 20 août.
Selon Jacques Sapir :
| Belligérants            | Bataillons d'infanterie | Escadrons de cavalerie | Mitrailleuses lourdes ou légères | Canons de 75 mm ou plus | Canons de moins de 75 mm                          | Mortiers | Chars | Automitrailleuses |
| ----------------------- | ----------------------- | ---------------------- | -------------------------------- | ----------------------- | ------------------------------------------------- | -------- | ----- | ----------------- |
| Forces soviéto-mongoles | 35                      | 20                     | 2 255                            | 216                     | 286 (surtout des 45 mm antichars)                 | 40       | 498   | 346               |
| Forces japonaises       | 25                      | 17                     | 1 283                            | 135                     | 142 (37 mm antichars et obusiers légers de 70 mm) | 60       | 120   | n.d.              |

Selon Lopez et Otkhmezuri :
| Belligérants            | Nombre de soldats | Canons et mortiers | Chars                                      | Voitures blindées       |
| ----------------------- | ----------------- | ------------------ | ------------------------------------------ | ----------------------- |
| Forces soviéto-mongoles | 57 000 hommes     | 634                | 498                                        | 385                     |
| Forces japonaises       | 30 000 hommes     | 300                | 135 (chars et voitures blindées confondus) | Comptées avec les chars |

Les Soviétiques, d'après cette seconde étude, ont également 515 avions à cette date, soit deux fois plus de chasseurs et trois fois plus de bombardiers que leur adversaire. Coox est d'accord avec cette estimation, et donne 550 chasseurs et bombardiers.
Les blindés soviétiques sont essentiellement des BT-5 et BT-7, des chars moyens similaires qui diffèrent surtout par leur motorisation (à essence dans les deux cas), mais partagent un blindage relativement faible (6 à 13 mm), ainsi qu'une ou deux mitrailleuses DT de 7,62 mm et un canon de 45 mm (sauf le BT-7A qui a un 76,2 mm beaucoup plus puissant). Comme le montreront les combats, le 45 mm obtiendra de très bons résultats contre les chars japonais. Par contre, le moteur à essence (et non à gazole) rendra ces blindés dangereusement inflammables, et donc vulnérables aux frappes japonaises, et en particulier à l'utilisation importante de bouteilles incendiaires,.
Les deux études sont à peu près concordantes sur le nombre de soldats, mais une troisième donne, par contre, 75 000 hommes aux Japonais, soit plus que ce dont disposent les Soviétiques.

### L'offensive soviétique

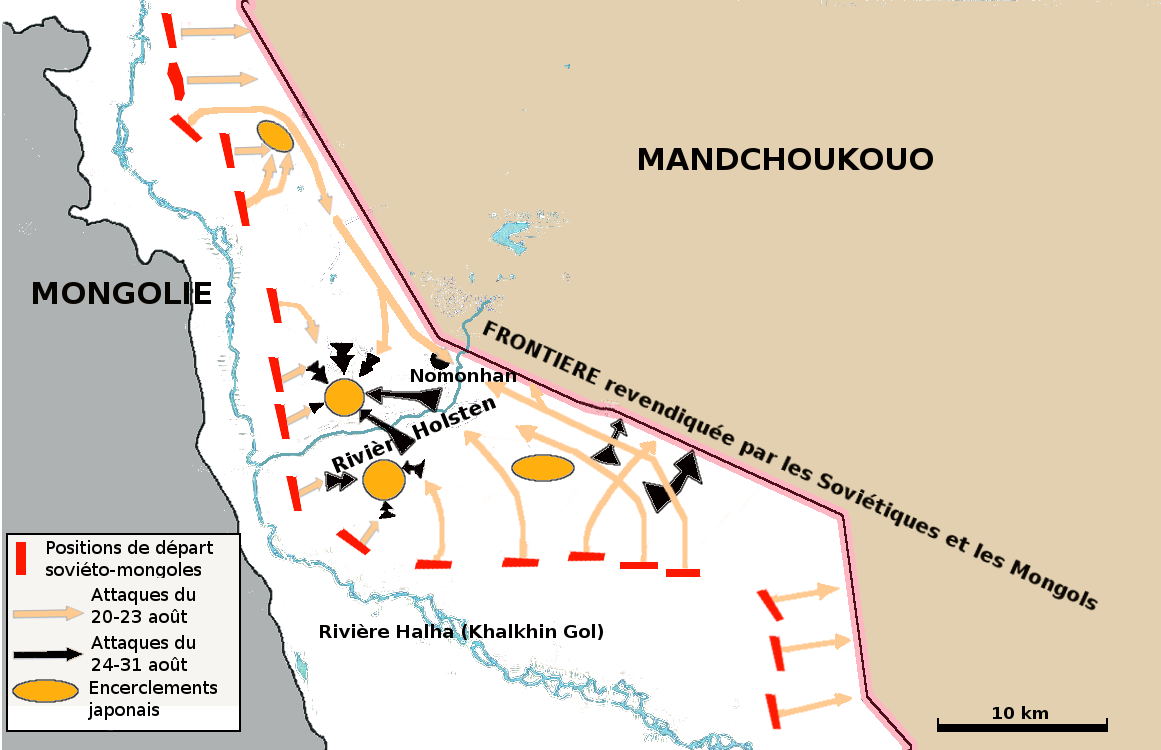
Carte simplifiée de l'offensive soviétique d'août 1939.

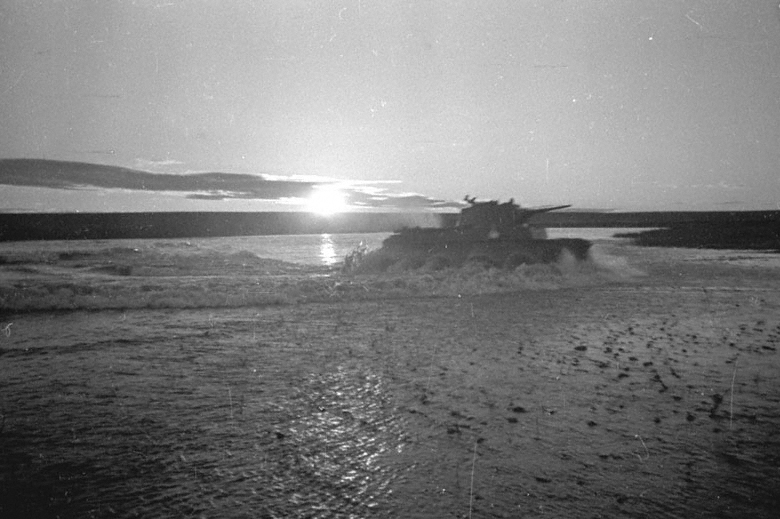
Un char soviétique BT-7 traverse la rivière au cours de l'offensive.

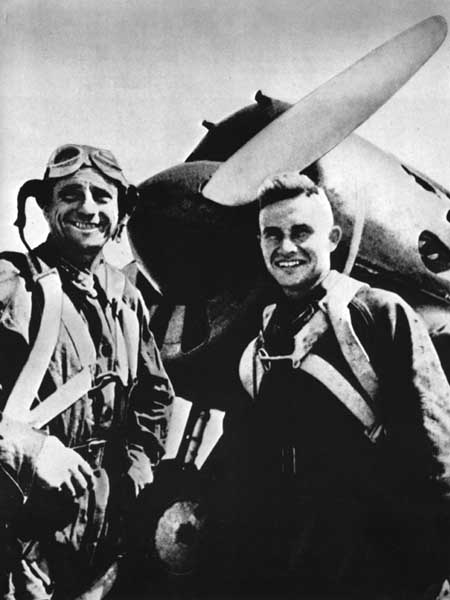
Pilotes soviétiques près d'un Polikarpov I-16, en août 1939 à Khalkhin Gol.

Au cours des deux semaines qui précèdent l'attaque, Joukov a mené des séries d'attaques limitées. Elles ont contribué à l'entraînement des troupes, à quelques améliorations des positions soviétiques sur la rive orientale, et elles ont empêché les Japonais de constituer des stocks suffisants de munitions, une faiblesse logistique qui se fera sentir lors de l'offensive.
L'aviation de Chmuchkevitch, renforcée d'unités venues de différents districts militaires, a multiplié les sorties contre les Japonais. Après avoir été dominés en juin et juillet, les aviateurs soviétiques maîtrisent mieux les points forts et les faiblesses de leurs adversaires. Ainsi, ils évitent désormais de se laisser entraîner dans les combats tournoyants où les aviateurs japonais excellent. Ils utilisent par contre la vitesse et surtout l'armement supérieur du Polikarpov I-16 pour privilégier les combats dans le plan vertical, tout comme les Américains le feront lors de la guerre du Pacifique. Les pertes japonaises se mettent alors à croître considérablement, et l'aviation impériale devra « laisser le champ libre à son adversaire lors de l'offensive du 20 août ».
Bénéficiant maintenant de la domination aérienne et matérielle, les Soviétiques déclenchent le 20 août au matin une vaste offensive en pince sur les positions japonaises de la rive orientale de la Halha. L'attaque commence à 5 h 45 par un violent bombardement aérien (153 bombardiers escortés par 100 chasseurs), se poursuit à 6 h 15 avec un non moins violent bombardement par l’artillerie du futur maréchal Nikolaï Voronov pendant 3 heures et demie, pour aboutir à partir de 8 h 45 à une attaque générale du nord au sud du front, au son de l'internationale, diffusée par des camions munis de haut-parleurs.
Dès le début, la riposte de l’artillerie japonaise est insuffisante, par manque de canons et de munitions.
Au centre, directement commandées par Joukov, la 36e division motorisée et la 82e division de fusiliers (sauf le 601e régiment), avec le gros de l'artillerie, font face aux troupes japonaises de part et d'autre de la Holsten et mènent des attaques frontales de fixation.
Au nord et au sud, les deux ailes soviétiques formées par de nombreuses troupes mécanisées réalisent un enveloppement pour piéger les Japonais.
Au nord, l'attaque est dirigée par Chevnikov, et comprend la 11e brigade blindée et la 7e brigade mécanisée appuyées par le 601e régiment de la 82e division. Ces troupes doivent s'emparer de la colline 721 (ou colline Fui).
La pince sud, commandée par Potapov, est la plus puissante : elle regroupe la 57e division de fusiliers, la 6e brigade blindée et la 8e mécanisée. Cependant, au moment de l'attaque, seul un tiers des troupes sont sur leurs positions de départ, le reste des unités ayant pris du retard.
De chaque côté du champ de bataille, Joukov a aussi disposé ses deux divisions de cavalerie mongole, les 6e (au nord) et 8e (au sud), qui couvrent les flancs des groupements mobiles.
Les troupes du front centre ne sont là que pour fixer les Japonais, et, le premier jour, elles ne progressent en conséquence que de 1 500 mètres, car elles sont sévèrement freinées par deux régiments japonais, qui les obligent à prendre les blockhaus un par un.
Au sud, malgré l'indisponibilité temporaire d'une partie des attaquants, le front principal progresse de façon satisfaisante. La 57e division « brise son opposant » et avance plein est, puis remonte progressivement vers le nord en approchant de la frontière mandchoue, la décision restant de ne pas mordre sur ce territoire dans la mesure du possible. Dès le soir du premier jour, les unités avancées de la pince sud sont près de Nomonhan, encerclant de fait toute la partie sud du dispositif japonais. Mais l'avancée ralentit à cause de la forte résistance nippone, et la fermeture des arrières n'est pas encore totale.
Au nord, la première avancée est rapide, et la défense (qui ne semble constituée au départ que d'unités mandchoues de couverture) est faible. Toutefois, très vite, les Soviétiques se heurtent aux défenses impénétrables et fortifiées de la colline Fui (nom japonais de la colline 721).
Le soir du 20, les Soviétiques ont fortement progressé au sud, et de façon plus limitée au nord et au centre. La défense japonaise est vigoureuse, mais le manque de moyens mécanisés et d'artillerie la rend relativement statique.
« Les journées du 21 et du 22 furent marquées par un basculement du cœur de la bataille vers le nord ». Plutôt que de contourner la colline Fui, les Soviétiques s'acharnent au début à s'en emparer, sans succès, mais Joukov décide rapidement d'engager une grosse partie de ses réserves au nord en demandant un contournement de la colline par le nord-est, avant de se rabattre vers Nomonhan et de couper les routes du ravitaillement japonais de la colline,. Joukov affirme (dans ses mémoires) s'être opposé à Grigori Stern le 21 août, alors que ce dernier souhaitait un ralentissement dans l'attaque, eu égard à l'ampleur des pertes. Stern n'ayant pas souhaité imposer sa position, Joukov peut maintenir le rythme de l'attaque. Le 22 août, la pince nord contourne la colline 721 et oblique vers le sud avec l'aide des dernières réserves, la 212e brigade aéroportée.

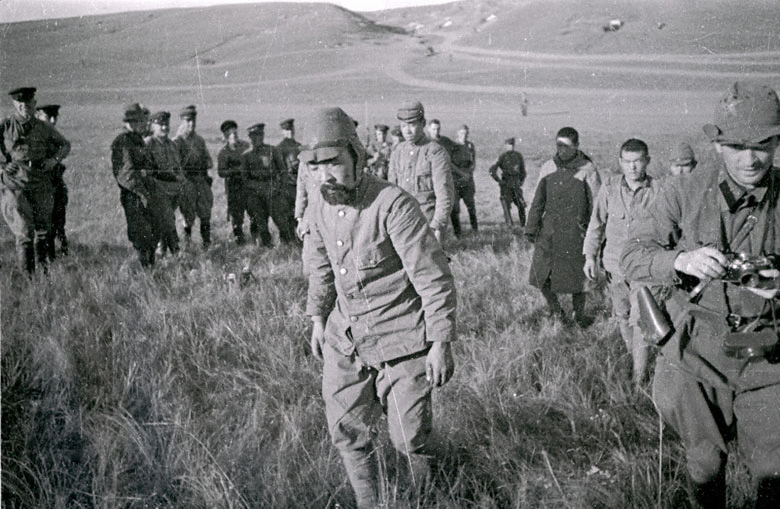
Prisonniers japonais après la bataille, août 1939.

Au centre, l'attaque de fixation continue sans chercher à percer.
Au sud, l'attaque soviétique submerge les positions du 71e régiment et ferme les arrières japonais sud.
Le 23, les pinces nord et sud se rejoignent vers Nomonhan. Du fait de la rupture de leurs lignes arrières, le ravitaillement des troupes impériales devient quasiment impossible.

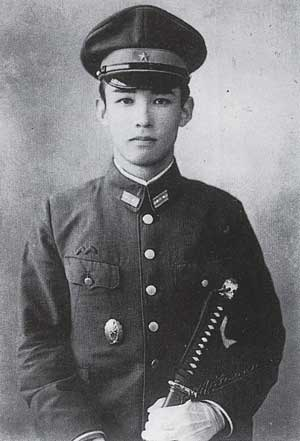
L'as japonais Yoshihiko Yajima, tué en mission le 25 août 1939. Ici en 1938.

Dans la nuit du 23 au 24, l'état-major japonais fait une erreur d'analyse. Constatant la violence des combats autour de la colline Fui (ou 721), il en déduit qu'il s'agit là de l'attaque principale. Constatant la lenteur de la progression des troupes du front central, il en déduit que l'attaque s'épuise. Bien que coûteuse et tenue en échec, l'attaque sur la colline va donc induire en erreur la direction japonaise, qui décide de lancer une contre-offensive au nord, en y dirigeant les réserves impériales. Cependant, dès le 24 août, les mauvaises nouvelles s'accumulent pour les Japonais : la contre-attaque est l'objet de bombardements d’artillerie massifs qui l'épuisent, et elle se heurte à des attaques locales nombreuses. Sur la colline Fui, les défenseurs sont maintenant la proie d'attaques au char lance-flamme, et les positions commencent à tomber. Jacques Sapir indique que les Japonais ont eu des problèmes importants de communication du fait des barrages d’artillerie, et que ce n'est que le soir du 24 août qu'ils comprennent vraiment que leur encerclement devient sérieux et que leur défense est en train de céder. La 7e division (dont un seul régiment était engagé) et la 5e division (engagée sur le front chinois) sont appelées en renfort, mais trop tard. Le 24-25, la zone nord s'effondre. Au bout de quatre jours de lutte sanglante, les Soviétiques s'emparent enfin de la hauteur 721.
Le 26, l'ordre est donné de stopper les contre-attaques et de tenter de briser l'encerclement à l'est, mais les tentatives en la matière échouent, « en particulier à cause de la pénurie d'armes antichars ».
Les 26 et 27, les blindés soviétiques détruisent l’artillerie lourde japonaise, laissée sans troupes de couverture. La situation défensive des Japonais se délite en poches fragmentées le long de la Holsten (centre du front). L'eau et les munitions manquent de plus en plus. Chaque position est méthodiquement réduite par les Soviétiques qui emploient massivement leur artillerie et leurs blindés.
Des petits groupes parviennent à regagner le territoire mandchou dans la nuit du 27 au 28. Le 31, toute résistance cesse dans les zones encerclées, et la 13e division n'existe plus en tant qu'unité combattante, avec 73 % de pertes. La fraction déployée de la 7e division est également presque détruite. Les Japonais encerclés préfèrent mourir que de se rendre. Ainsi, « le premier lieutenant Sadajaki, sabre au clair, entraîne les débris de sa compagnie et charge à pied les chars rouges. Aucun rescapé. C'est tout le paradoxe japonais : des valeurs martiales exceptionnelles au service d'une conception anachronique du combat terrestre ». Après la réduction des poches, des combats limités se poursuivent sur la frontière, que les Soviétiques n'entendent pas franchir.

### Recours à l'arme bactériologique par les Japonais
Selon le témoignage de trois anciens soldats de l'unité 731, rapporté en 1989 dans le Asahi Shimbun, l'armée impériale japonaise déverse, à la fin du mois d'août, 22 barils de gélatine contaminée par la typhoïde dans la rivière Holsten, en amont des positions soviétiques, dans le but de créer une épidémie dans les rangs ennemis. Ce témoignage confirme les dépositions de prisonniers japonais faites lors du procès de Khabarovsk en 1949.

## Retour sur les positions d'avant mai et bilans

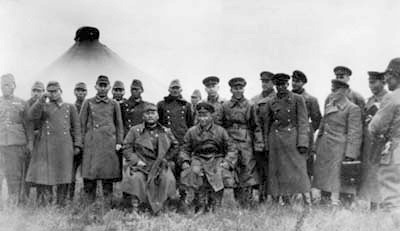
Rencontre entre les dirigeants militaires japonais et soviétiques de Khalkhin Gol, le 1 octobre 1939, après la signature de l'armistice du 16 septembre 1939.

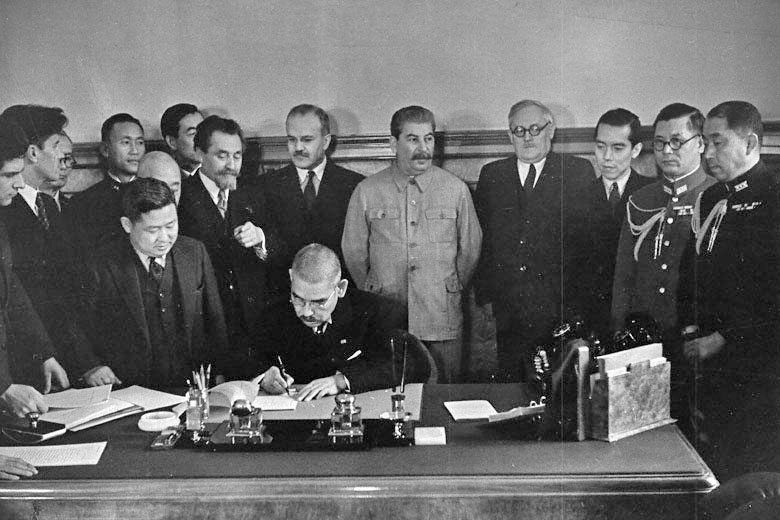
Le ministre japonais des Affaires étrangères Yōsuke Matsuoka signant le pacte de non agression, le 13 avril 1941.

Pendant que les troupes s'affrontent sur le terrain, l'Union soviétique et l'Allemagne signent le 23 août le Pacte germano-soviétique, ce qui met fin aux espoirs japonais de voir l'Armée rouge obligée de s'impliquer sur deux fronts.
Dès le 30 août 1939, l'armée du Kwantung reçoit un ordre clair de la part de l'état-major impérial de préparer la fin des hostilités. La direction militaire japonaise en Mandchourie tente de gagner du temps et déploie le reste de la 7e division sur la frontière, espérant reprendre l'offensive le 9 septembre, mais, le 3 septembre, des ordres plus directs encore lui parviennent : suspendre toute opération offensive. Après une dernière demande de contre-attaque, des ordres stricts sont donnés à l'armée du Kwantung le 6 septembre, avec une citation explicite de la volonté de l'empereur d'opérer un repli, et d'accepter la démission de certains généraux. Le chef de l'armée du Kwantung est relevé.
La décision du gouvernement de reprendre en main la très autonome armée du Kwantung semble liée à la fois au pacte germano-soviétique, qui augmente le risque de déploiement de nouvelles troupes soviétiques, à la priorité au front en Chine, pays que les Japonais souhaitent conquérir, et aux doutes grandissants sur la capacité de l'armée du Kwantung à tenir contre les Soviétiques.
Le 15 septembre, l’ambassadeur du Japon, Togi Shigenori, signe avec Molotov le cessez-le-feu proposé par les autorités soviétiques dès le 22 août. Celui-ci s'applique dès le lendemain 16 septembre, les deux armées revenant sur les positions d'avant mai. Des négociations s'engagent pour définir la frontière. En 1940, le Japon accepte la frontière défendue par la Mongolie et l'URSS. Le 13 avril 1941, l'Union soviétique et le Japon signent un traité de non-agression : les deux parties savent qu'un affrontement contre d'autres adversaires est plausible (Chine et États-Unis pour le Japon, Allemagne pour l'URSS), et ne veulent pas d'une guerre à revers. En 1942, les instruments de ratification au sujet de la frontière et de la fin de l'état de belligérance sont échangés entre les deux parties, mettant juridiquement et diplomatiquement fin à cet «incident».

### Japon: le bilan

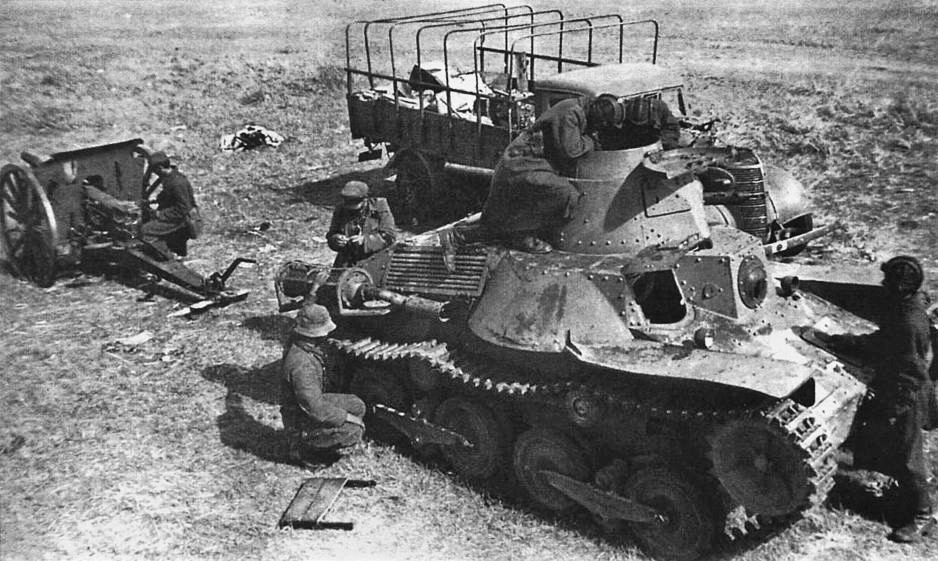
Char japonais Type 95 capturé par les Soviétiques après la bataille

À la suite de sa lourde défaite, l'armée du Kwantung perd son autonomie et sa grande influence sur la politique du Japon, étant dorénavant placée sous le contrôle direct du Quartier général impérial. Michitarō Komatsubara, le commandant de la 23e division, tombe en disgrâce, et le général Ueda, commandant de l'armée du Kwantung, est rappelé en métropole.
La défaite japonaise est la conséquence de trois points faibles de l'armée de terre, points de faiblesse récurrents au cours de toute la guerre en Chine et pendant la guerre contre les États-Unis :
- l'insuffisance marquante de la logistique,
- le manque d'artillerie lourde,
- le manque de divisions de chars, ces derniers étant de plus, généralement, de qualité médiocre et de puissance insuffisante.

« Globalement, les responsables japonais […] sous-estimèrent […] la taille et l'équipement des forces opposées. […] En réalité, ce furent les forces japonaises qui firent preuve de rigidité, dans le culte de l'offensive, tant générale que tactique comme dans l'incapacité à s'adapter à la supériorité technique de leurs adversaires ».
La majorité des pertes japonaises sont dues à l'artillerie.
| Tués et blessés | Armes d'infanterie | Artillerie | Autres (maladie, aviation, accidents...) |
| --------------- | ------------------ | ---------- | ---------------------------------------- |
| Tués            | 37,3 %             | 51,2 %     | 11,5 %                                   |
| Blessés         | 35,9 %             | 53,9 %     | 11,1 %                                   |

La doctrine japonaise, misant tout sur l'agressivité de l'infanterie, trouve ici ses limites. Toutefois, l'armée de terre japonaise ne tente pas de tirer les leçons de sa défaite, et elle ne renforce pas notablement sa mécanisation ou son armement lourd dans les années suivantes. « Le commandement de l'armée du Kwantung se refusa à admettre son erreur en matière de doctrine. Les officiers survivants […] furent sévèrement sanctionnés pour leur prétendue couardise. Certains furent contraints au suicide […], tandis que d'autres furent cassés. Ce comportement de la part du commandement supérieur traduit une incapacité pathologique à affronter la réalité ».
Diffusé parmi tout l'état-major impérial après la promotion d'officiers de cette armée entre la fin 1939 et 1940, ce refus de prendre en compte dans l'organisation de l'armée de terre les impératifs de la guerre moderne (artillerie lourde, logistique puissante, cavalerie blindée, appui d'aviation), et la volonté d'en rester à une doctrine fondée sur l'infanterie et l'assaut se feront sentir pendant toute la Seconde Guerre mondiale.
Après l'attaque allemande de juin 1941 contre l'Union soviétique, le Japon hésitera à se lancer dans une attaque contre la Sibérie, qui remettrait en cause le tout récent pacte de neutralité soviéto-japonais du 13 avril 1941 ; la décision fut finalement écartée après une série de conférences réunissant l'empereur, le cabinet et les militaires, tenues entre le 25 juin et le 2 juillet. Cette décision de privilégier le front de Chine et l'avance vers le sud (Indochine française, Indonésie néerlandaise) fut en partie liée à l'affaiblissement du courant favorable à une guerre au nord, affaiblissement datant lui-même de la nette défaite de 1939.
D'après les archives de l'armée impériale, les Japonais ont eu 8 440 tués et 8 766 blessés. Ces chiffres sont probablement sous-estimés. Lopez et Otkhmezuri donnent des chiffres équivalents : 17 700 pertes dont 8 629 morts. Les Soviétiques ont affirmé avoir mis entre 52 000  et   55 000 soldats japonais hors de combat. L'ancien ministre japonais de l'Agriculture et des Forêts a pour sa part estimé, en octobre 1939, les pertes japonaises de 35 000 à 36 000 hommes hors de combat .

### Union soviétique: le bilan
Joukov est promu et reçoit le commandement du district militaire spécial de Kiev, dont le rôle serait primordial en cas de guerre contre l'Allemagne en Europe.
Les Soviétiques indiquent avoir eu 9 284 tués et blessés. L'ouverture des archives après la fin de l'Union soviétique montre un bilan beaucoup plus lourd, avec 9 703 tués et disparus et 15 952 blessés. Lopez et Otkhmezuri donnent des chiffres un peu inférieurs : 8 000 morts et 15 000 blessés.

## Filmographie
- Ilya Kopalin a tourné sur place en 1939 et monté à Moscou le film Khalkhin Gol, mais celui-ci a été très peu projeté[66].
- Far Away : Les Soldats de l'espoir, 2011. Film sud-coréen évoquant la bataille.